# 张学良
張學良（1901年6月3日—2001年10月14日），字汉卿，号毅庵，乳名双喜、小六子，中華民國陸軍一级上将和政治人物。奉天省海城縣（今遼寧省海城市）人，祖籍河北大城。其父为奉系军阀首领，中华民国陆海军大元帅张作霖。
张学良的前半生深刻影响了中国近代历史进程，而后半生则被蒋氏父子囚禁。1928年，在其父张作霖于皇姑屯事件中被日本人炸死后，他以東北少主的身份迅速接替並掌握了其父领导的奉系军阀，并宣布东北易帜，终结了中华民国北洋政府时期。在1931年九一八事变中，东北军未抵抗，导致东北快速沦陷于日本之手，标志着抗日战争的开始。
1936年12月12日，西安事變爆發:492-493。張學良和楊虎城扣押時任國民政府軍事委員會委員長蔣介石以及陳誠、衛立煌、陳繼承等中央軍政大員。12月25日，張釋放蔣，並親自護送蔣由西安回到南京；張曾天真地說：我抓了蔣，現在送他回去，一抓一送；送他到了南京，他再送我回來，也是一抓一送，豈不是千古美談！並親自送蔣由西安回到南京；後一直遭蔣軟禁並隨國府遷台。在蔣經國任內，張依然遭軟禁，直到蔣經國逝世後，1990年，90歲高齡的張才被李登輝釋放，重獲自由，並移民美國夏威夷州安度晚年:20。
2001年10月14日於美國夏威夷州火奴鲁鲁的斯特劳布医院病逝。張生於台安縣桑林，人稱“少帅”，奉系军阀領袖张作霖长子，“民国四公子”之一，享嵩壽100歲:77。

## 早年經歷

### 出生與幼年
張學良出生於1901年6月3日（光緒二十七年四月十七日），張的母親趙春桂個性剛毅，他是在八角台的一部馬車上出生，幼時很貧窮，母親只能睡在鋪草的炕上。他回憶十歲時，遭逢亂局，母親曾給他三十個銀元，收在一個麻袋裏，跟他說：「如果有事，你就跑去安定一點的地方，把這三十元找個老人給了，跟他說你是張作霖的兒子，他們會帶你去省城找爸爸。」他當時問媽媽：「你上哪去？」母親說：「我就走了，你別管我！」（暗示自裁）。張回憶，母親個性堅毅剛烈，曾經吵架後完全不跟父親說話非常久。
張自述，因父親打勝仗，自己又出生，故被取小名為「雙喜」，但自己從小體弱多病，多次病危，自己都認為自己活不了，最後父親採取民間信仰儀式，裝作被和尚收養，隨即用一個紙人寫下名字，丟在廟中，當作替身出家，「雙喜」這個名字就沒了，改用其他名字（代表「雙喜」出家了）。依據民間的習俗，他一出廟聽到頭一個名字，就成為自己小名，當時聽到有一個人喊一個小孩「小六子」，於是他的小名改用「小六子」。

### 講武堂畢業
1916年，張作霖當上奉天督軍兼省長:21。
1918年，張作霖在軍糧城成立奉天陸軍總司令部，自任總司令，副司令徐樹錚，參謀長楊宇霆；9月，北洋政府任命張作霖為東三省巡閱使:8-9。
1919年張學良考取保定軍校第八期（與陳誠同期），而正要入學時，張作霖與段祺瑞不睦，阻止張學良。3月，張作霖下令恢復開辦東三省陸軍講武堂:278。東三省巡閱使署衛隊旅第二團團長張學良也被調到講武堂受訓:9-10。張學良於講武堂第一期炮兵科學習:43。張學良在奉天講武堂受訓期中結識戰術教官郭松齡，由於理念相符，兩人關係便亦師亦友:11。郭松齡還輔導張學良習數學、物理及高等軍事學:22。
1920年，張學良由講武堂以砲兵科第一期第一名結业（四次定期考試，三次第一名），張作霖升他為東三省巡閱使衛隊旅旅長，張學良力薦郭松齡兼代第二團團長:12。郭松齡北京陸軍大學畢業，曾任廣東軍政府警衛軍中校參謀、韶關講武堂教官:22。7月9日，直皖戰爭起:12。秋，吉林省、黑龍江省土匪亂起，張作霖派張學良進剿獲勝:22。張學良衛隊旅改為奉天第三混成旅，仍由張學良任旅長，郭松齡為該旅第二團團長:12。11月，張學良晉升陸軍少將:22。
1921年，張作霖兼任蒙疆經略使，奉天又添編4個混成旅，吉林和黑龍江各添編2個混成旅；張景惠為察哈爾都統，汲金純為熱河都統，張學良保薦郭松齡任奉天陸軍混成第八旅旅長:5。

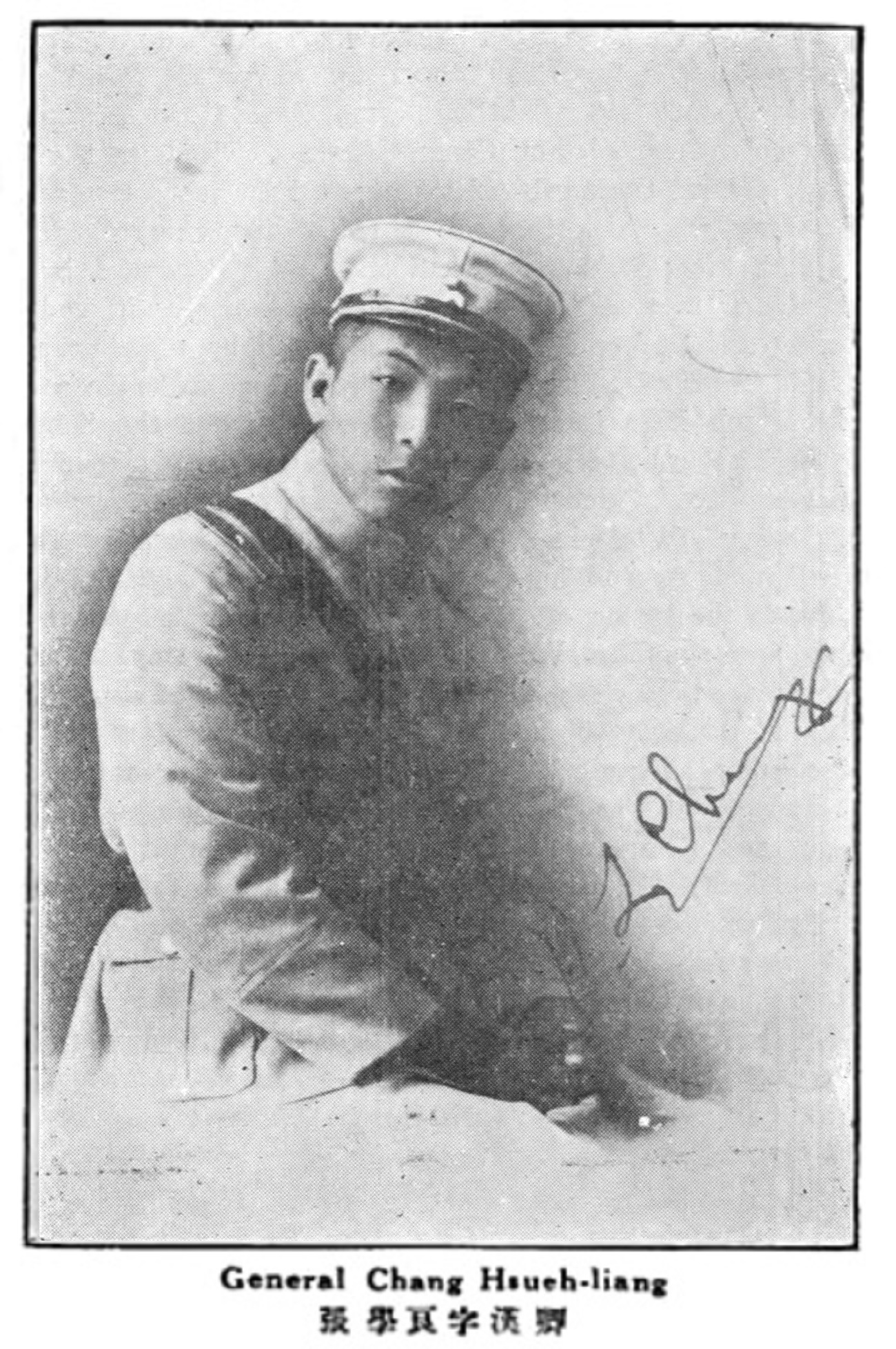
青年张学良照片

### 第一次直奉戰爭
1922年，第一次直奉大戰爆發。4月，張作霖即陸續派軍入關，奉軍號稱鎮威軍，張作霖自任總司令，孫烈臣擔任副總司令，楊宇霆為參謀長，總部設軍糧城:12。張學良為東路軍第二梯隊司令，下轄自兼旅長之第三混成旅、蔡平本第四混成旅、郭松齡第八混成旅:12-13。經過霸縣戰鬥和山海關阻擊戰，成爲奉軍於第一次直奉大戰中唯一取勝的部隊。
5月10日，北京政府下令張作霖撤職查辦，裁撤東三省巡閱使一職:13；第二天，東三省省議會舉張作霖為東三省保安總司令:14。6月17日，張學良與孫烈臣代表奉軍，直軍代表王承斌，在秦皇島英國軍艦上簽訂停戰和約，終結第一次直奉戰爭:13。

### 整軍經武
回到奉天後，張學良為軍長，兼奉天陸軍軍官學校校長:24。張作霖為雪此戰爭失敗之恥，回到奉天成立東三省陸軍整理處，派孫烈臣為統監，張作相、姜登選為副統監，張學良為參謀長，實際由郭松齡代理:14。整編中，東北航空處成立，督辦張學良:24。1924年，東北成立4個空軍大隊，購國外新式飛機120架，東北空軍司令張學良:24。經過張學良2年多“整軍經武”後，東北軍軍威大振，張作霖發動第二次直奉戰爭，直軍完敗:15。

### 第二次直奉戰爭
1924年9月，第二次直奉大戰爆發，張學良率領奉軍第三軍與姜登選的奉軍第二軍為東北軍入關的主力軍，經過張學良部猛攻，奉軍突破榆關（山海關），直搗北京:24。直系主力投降，吳佩孚率軍乘船赴南方:24。奉系由此一戰奪取中央政權，張作霖成爲北洋軍閥領導人，奉系軍事實力達到頂點。
1925年，張學良任奉軍津榆駐軍司令:24。6月中旬，張學良率奉軍2千進駐上海:24。上海公共租界英法當局見奉軍開入上海，聯銜向張學良要求派軍入駐租界加以「保護」:361。8月，張學良檢閱秦皇島渤海艦隊，收其為東北艦隊一部:24-25。

### 反奉战争
1925年11月，郭松齡被馮玉祥唆使反奉，發動兵變。郭素稱「關東第一猛將」，将所部精锐奉军7万人改编为「国民四军」，攻下山海关后北上，兵锋直指奉天。張作霖猝不及防，出卖大量权益给日本以换取支持，后令张学良收拾残局，自己準備撤守。據奉軍軍團長王鐵漢說，此時張學良率軍與郭松齡對峙在巨流河，郭手下官兵看見河對岸是張學良，军心动摇。郭军又遭到日本軍空襲，部队溃散，被吳俊陞部逮捕，身為郭松齡「第一門徒」的張學良面對昔日情誼，想要留其活口，但張作霖已下令將郭松齡夫婦槍斃，暴屍三日。郭松齡夫婦死後，張學良痛哭失聲，幾至昏厥。1927年，面对国民革命军北伐，张学良任安国军第三方面军军团军团长南下联合吴佩孚残部与北伐军作战。也有文獻指出真正下令立即槍斃郭松齡的是楊宇霆，這也埋下日後張學良對楊宇霆，常蔭槐二人設下鴻門宴的原因。

### 皇姑屯事件
1928年發生五三慘案後5月9日，張作霖呼籲南北雙方停戰，通電表示「僉以國內苦戰，外侮趁虛而入」應「以侮釋嫌，合力抗外，必得世界之同情，對內更多符多年國民之要求」，他願意派人到南京召開善後會議，商討統一問題。6月4日凌晨5點30分，返回奉天途經皇姑屯車站時，被日本关东军炸死，史稱皇姑屯事件。日本二戰投降後，同盟國东京军事法庭调查，是日军河本大作大佐策划，并将皇姑屯事件视为日本侵华的起点。
因張作霖的忌日是農曆四月十七日，也是張學良的農曆生日；張學良痛苦萬分，從此不過生日，說：「從此把生日改了。」

### 东北易帜
1928年皇姑屯事件後，張學良深懷日本關東軍殺父之仇，一方面奉承父親遺志，堅守中國領土，盡力擺脫日本軍政影響；另一方面貫徹自己一貫反對内戰的思想，宣布東北地區服從國民政府領導，除去北洋政府五色旗，升上南京國民政府青天白日滿地紅旗，史稱東北易幟。此擧標誌北伐戰爭正式結束，國民革命軍總司令蔣中正名義上统一中华民国。
东北军出关后，张学良将东北军缩编为国防军和省防军。省防军由地方财政支出，为数不多。国防军计辽宁步兵14个旅，骑兵四个旅，炮兵三个旅。之后又收编张诚德的骑兵一师（等于一个旅），收编刘桂堂步兵一个旅，吉林八个步兵旅、一个骑兵团及独立团营等等。

### 誅滅楊常
奉系老將楊宇霆與黑龍江省省長常蔭槐，对张学良世袭东三省军政大权有所不满，认为年轻的少主平日沉溺飲酒、女色、吸食鴉片，并无真才實學。24岁前的軍功，實質上是副手郭松龄所立；在张作霖被谋杀后明知是日本人所为，27岁的少帅却束手无策，反而趋势投靠曾经的敌人，压制奉系功臣元老。楊宇霆更自以為老臣，時常對少主張學良不假辭色，倚老賣老，動輒譏諷，諸將深以為大不敬。楊宇霆還逼迫張學良成立「東北鐵路督辦公署」，以常蔭槐主其事。1929年1月10日，楊宇霆、常蔭槐被張學良誘殺:200。處決二人後，張學良罗列楊、常罪状，却又送兩家各銀元一萬元奠儀，作為撫恤金，也體現出當時奉系的派系鬥爭。此举引起东北军上下哗然，军内諸將虽紛紛輸誠稱绝对服从，但裂痕既成，於是張學良试图取得一次胜利，以证实自己的能力，懾服众心。

### 中东路事件
1929年7月，在蔣介石強力支持下，张執行蔣的“革命外交”政策，意圖廢除不平等條約，收回國家各項權益，“強硬對抗蘇俄”。故提出要取消苏俄在東北特權，查封哈尔滨苏联商业机构，开始着手收回中东铁路。7月10日，蔣在戰前強調：“以蘇聯在國際上的孤立地位，也不必擔心中蘇開戰。縱使萬一中蘇開戰，中央也可出手相助，出兵10萬，撥幾百萬元軍費不成問題”。
张学良则于1929年8月25日在对中外记者谈话中指出：“外人对东省此次举动，所多误解，认为系收回东路，破坏条约，实则吾人决无破坏1924年中俄协定、奉俄协定之意，因中国既经签字，决不愿破坏之”，“中国并无根本收回该路之意，所求是在免去此等运动赤化之俄员职务而已。且此次之事，中东路乃其极小问题，真正要点完全在俄人以中国作赤化根据，吾人不得不为自卫之处置。”
8月14日，斯大林命令苏联军队沿中东路一线向東北进攻。8月底，南京政府外交委员会特派员郭同抵沈阳，与张学良商谈。张表示，对苏交涉遵照中央意旨办理。中央政府表示的全力支持，坚定张的抗俄决心。值得注意是，在整個中東路事件過程中，蔣食言，未給張事先承諾好的任何援助與補償，也體現出當時中國内憂外患。而中國共產黨在蘇聯進攻中國東北的中東路事件中，積極維護蘇聯利益，贏得共產國際讚譽:16。
1929年11月26日张領導的東北軍敗給苏军，蒋拒绝支援张，张不得不求和，被迫在伯力签订议定书，恢复苏联对铁路的控制，一切回到原點，并承诺“解除白军的武装，将其组织者和煽动者从中国东三省铁路驱逐”。
由於中原大戰隨即發生，蔣為穩住内政，也默許張對蘇妥協，以換取其對蔣中原大戰的支持。張因此獲得中華民國政府頒發第一座青天白日勳章，此勳章是頒授給有功於保家衛國，抵禦外敵的軍職人員，表揚他保持國家領土與主權完整的貢獻。這次挫敗，影響了張以後對於九一八事變的處理方式，張認為，整體國防與戰爭應由中央政府統籌，以避免戰事擴大或無謂犧牲。

### 镇压嘎达梅林
1929年初，张学良在内蒙古继续其父张作霖开垦蒙旗土地的计划，引发蒙古人抗议。以嘎达梅林等蒙古人发起“独贵龙运动”前往沈阳请愿。7月26日请愿代表嘎达梅林等被捕，11月13日被劫牢救出。于是嘎达梅林组织起义，领导了一支700多人的抗垦军队，提出了“打倒测量局，不许抢掠民财”的口号，袭击垦务局和垦荒军，驱逐测量队，转战于昭乌达盟（今赤峰市）、哲里木盟一带。张学良命張海鵬部一个骑兵团和汤玉麟属下东北骑兵第17旅李守信团出兵围剿，1931年4月5日，在今通辽北包围歼嘎达梅林，嘎达梅林被李守信陣斬，後汤玉麟將其送回蒙古，梟首示眾，以威嚇蒙古人。九一八事变爆發後，张学良率东北军撤入关内，牧垦草原的计划没有得以继续实施。

### 中原大戰
1930年3月，反蔣派軍人聯名通電，推舉閻錫山為全國陸海軍總司令，馮玉祥、李宗仁、張為副司令:198。4月，中原大戰爆發:198。8月，反蔣派在北平召開「中國國民黨中央黨部擴大會議」，另立「中央」，與南京政府對抗:198。9月18日，張發表電報《巧電》（韻目代日，巧為十八），宣佈反對中國内戰，希望各方立刻停戰。

南京中央黨部、國民政府鈞鑒。二備院部、備委員會勛鑒。各省市黨部、各省市政府、備總指揮部、備司令部、備軍、師、旅部、備法團、備報館仝鑒。
竊以：企圖建設，首宜力弭兵爭；綏定邦家，要在曲從民意。當國內戰端初啟時，良曾規勸各方，勿以兵戎相見。《東電》所述，中外共聞，其瘖音苦口，未經宣示國人者，稿本之多，幾於盈尺，卒以力薄言輕，未能挽回刼運。戰端一起，七月於茲，廬里坵墟，人民荼炭，傷心慘目，詎忍評言。戰局倘再延長，勢必民命滅絕，國運淪亡，補救無方，追悔何及？此良所憟憟危懼者也。人之好生惡死，既有同情，厭亂思治，終無二致。以良所見，無論戰區內之身遭禍難者，固已憔悴難堪，即戰區外之倖免顛連者，亦無不和平是望。良委身黨國，素以愛護民眾，維持統一為懷，不忍見各地同胞再罹慘劫。用敢不揣庸陋，本諸《東電》所述，與夫民意所歸，籲請各方即日罷兵，以舒民困。至解決國是，自有正常之途徑，應如何補救目前，計劃永久，所以定大局而饜人心者，凡我袍澤，均宜靜候中央措置。海內賢達，不妨各抒偉見，共謀長治久安之策，良如有所得，亦必隨時獻納，藉補壤流，眾志成城，時艱共濟，人民生活得免流離之苦，國際地位可無墮落之虞，是則區區所企望者也。迫切直陳，惟希亮詧。
張學良叩。瀋陽。巧（十八日）電。

這封《巧電》，被反蔣聯軍拒絕。兩日後，張派兵東北軍幾萬人入山海關，「武裝調停」，反蔣聯軍失敗:198。9月20日，蔣再電張催即日就副司令職。11月4日，閻錫山、馮玉祥通電下野，張收編接管西北軍，並進軍華北，入主北平，勢力大增，中原大戰結束。

### 九一八事变
1931年1月1日，國民政府令：張學良、何應欽、朱培德、楊樹莊特賜榮褒:3757。1月16日，蔣、張聯名代電，委任宋哲元、商震、徐永昌、楊愛源、傅作義分別為陸軍第三、四、五、六、七軍軍長委任龐炳勳、孫殿英、楊效歐、馮鵬翥、孫楚、楊澄源、王靖國、楊耀芳、李生達分別為陸軍第一至第九師師長，傅作義兼任第十師師長，周玳為炮兵監，至此西北編遣問題告一段落；國民政府通電，陸海空軍副司令官張學良業已宣誓就職，自本年1月起，總司令部各公文均由張學良副署:3764-3765。1月21日，張在瀋陽東北邊防公署接受日本天皇所贈旭日大勳章，日駐瀋總領事林久治郎代表日本天皇授勳，東北各軍政要員均參加授勳儀式:3767。2月13日，蔣、張聯名電委高桂滋為第十一師師長:3780。4月17日，張離開瀋陽赴北平主持陸海空軍副總司令行營，4月18日抵達北平，駐順承王府:3817。4月24日，張召集副司令行營全體職員訓話，謂本人不在北平時，行營工作由參謀長戢翼翹負責，同日張在私邸接見歐美記者，謂此來北平專為組織行營，將來瀋陽設辦公處，北平設辦事處，本人三分之二時間住瀋陽，其餘時間分住北平、南京:3821。4月28日，張在北平接見山西、綏遠各軍將領，對山西、綏遠善後提三辦法：一、各軍自動實行裁減，俾達收支適合；二、山西、綏遠駐軍太多，擬請中央調開一部；三、山西、綏遠裁厘後，收入甚微，擬整稅收，維持現狀，核發各軍軍費:3824。4月29日，張離開北平赴天津，次日自天津飛南京出席國民代表會議:3824。5月1日，中國國民黨中央執行委員會召開臨時全體會議，通過《中華民國訓政時期約法草案》及《首都建設案》，張列席並在會上發言，表示對北方治安負完全責任:3825-3826。5月6日，國民會議預備會議選定張繼、戴季陶、吳鐵城、周作民、林植夫、陳立夫、劉純一（女）及中國國民黨中央推派之于右任、國民政府推派之張共9人組成大會主席團:3830。5月9日，國民會議開第二次大會，張主席，討論《教育設施之趨向案》，蔡元培對該案作詳細說明:3832。5月15日，國民會議開第七次大會，張主席:3836。5月28日，张因傷寒病住進北平協和醫院。6月15日，中國國民黨三屆五中全會第三次大會決議：由國民政府主席提請，任張學良為陸海空軍副司令:3860-3861。6月26日，中國東北興安屯墾軍第三團關玉衡部第三連連長寧文龍在該部防區將進行間諜活動之日本現役軍官中村震太郎大尉及隨從三人在四方台附近拘獲，經搜查審訊，中村等間諜罪證確鑿，6月26日夜關玉衡下令將中村等4人處死，為保密計，並焚屍滅迹，所有證物均送往北平呈報張:3867。
7月6日，張電東北政務委員會稱：「此時如與日本開戰，我方必敗，敗則日方將我要求割地款，東北將萬劫不復，亟宜避免衝突，以公理為周旋。」:38757月12日，蔣密電張，對日軍在東北之挑釁，須極力忍耐，勿生事端，「此非對日作戰之時」:3878。7月21日，蔣任命張為「剿赤軍北路集團軍總司令」，于學忠為第一集團軍總指揮，王樹常為第二集團軍總指揮:3885。9月6日，張從北平發「魚」電給東北邊防長官公署軍事廳長榮臻，與東三省政務委員會代主席臧式毅:488：「查現在日方對外交漸趨吃緊，應付一切，亟宜力求穩健，對於日人無論其如何尋事，我方務當萬方容忍，不可與之反抗，免滋事端。希迅即密電各屬切實注意為要。」:1259月6日，張電令駐瀋陽北大營旅長王以哲稱：「中日關係現甚嚴重，我軍與日軍相處須格外謹慎。無論受如何挑釁，俱應忍耐，不准衝突，以免事端」，同日張電臧式毅、榮臻稱：「對於日人，無論其如何尋事，我方務須萬萬容忍，不可與之反抗，致釀事端。」:3915
9月18日，日本關東軍進攻瀋陽，九一八事變爆發:3921。9月19日零時20分，關東軍司令本莊繁令遼師攻瀋陽近郊，獨立守備隊攻遼寧，騎兵旅攻長春，獨立旅攻鳳凰城和鞍山，炮兵團從旅順向瀋陽進發；中國國民黨中常會臨時會議決議，急電蔣回南京主持一切:3922。9月20日，中國國民黨中常會續開臨時會議，討論日軍侵占瀋陽事件，決議三項：一、電粵方對外交表示態度，二、定本月23日全國下半旗並停止娛樂一天，表示瀋陽被陷哀悼，三、推定戴季陶、邵元沖、陳布雷、王正廷、陳立夫起草告全國國民書及告各國國民書:3924。9月22日，蔣電告張，若日方脅迫以簽字承認「二十一條」為退兵條件，望設法嚴拒，此案已在南京歸為國際交涉；陸海空軍副司令行營委孫殿英為第四十一軍軍長:3929。
在九一八事发当时，乃是张親自下达“不抵抗命令”。而蒋迟至9月19日到達南昌後，晚間9至10時才从上海方面得知“事变”消息。张事後自己也说，“是我们东北军自己选择不抵抗的。”

榮臻在事變後提出之報告（節錄）：

「……二十年（1931年）九月十八日晚十時許，瀋陽東北方向，忽聞爆發聲音，全城池為之震，此即日軍自己炸破其南滿本線柳條溝附近鐵道之工作也，……信號聲音爆發後，即電話詢問各方，得知日軍襲擊北大營，當即向北平張副司令，以電話報告，並請應付辦法，當經奉示，尊重國聯和平宗旨，避免衝突，故轉告第七旅王以哲旅長，令不抵抗，即使勒令繳械，佔入營房，均可聽其自便等因，彼時，又接報告，知工業區迫擊砲廠、火藥廠，均被日軍襲擊，當時朱光沐、王以哲等，又以電話向張副司令報告，奉諭。仍不抵抗，遂與朱光沐、王以哲同到臧主席宅研究辦法，決定無論日軍行動如何擴大，攻擊如何猛烈，而我方均持鎮靜，故全城商民軍政各界，均無抵抗行為。……」

張學良，九月十九日下午：

昨日接到瀋電，驚悉中日衝突事件，惟東北既無抵抗之力量，亦無開戰之理由，已經由瀋，嚴飭其絕對不抵抗，盡任日軍所為。

1946年，曾任張機要秘書的郭維城，宣稱東北軍不抵抗，是因為張接獲蔣命令，並且中国大陆长年宣传张“接蒋介石命令不抵抗”并以此拍摄电影《西安事变》。張學良日後接受訪問時，多次堅持是因為他誤判東北情勢，下令不抵抗所致，而非蔣介石命令。據時任陸海空軍副司令行營秘書處機要室主任洪鈁回憶，1931年8月16日，蔣曾以“銑電”密電張：「無論日本軍隊以後如何在東北尋釁，我方應不予抵抗，力避衝突，吾兄萬勿逞一時之憤，置國家民族於不顧，希轉飭遵照執行。」:24在中國大陸所有檔案資料館中，均找不到銑電原件檔案。在海外，21世紀的頭幾年，一度曾有人根據竇應泰《張學良三次口述歷史》一書，稱“銑電”的原件藏在美國哥倫比亞大學的“毅荻書齋”的展櫃中。著名歷史學家楊天石親自給竇應泰打電話詢問此事，得到的回答是“不足為據”:57。據台灣歷史學家劉維開稱，他曾經翻遍台灣蔣文檔最齊全之《蔣中正總統檔案》（「大溪檔案」），也沒有找到“銑電”檔案，查無相關跡證:195-220。張晚年親口否認銑電之存在。歷史學家唐德剛曾當著張面前感慨道：「我們聽了五十多年了，都是這個說法呢，都說是蔣公給你的指令呢！」「……都說蔣公打電報給你，說吾兄萬勿逞一時之憤，置民族國家於不顧（所謂銑電的關鍵語句）。又說你拿著個皮包，把電報稿隨時放在身上。」張回答說：「瞎說，瞎說，沒有這事情。我這個人說話，咱得正經說話。這種事情，我不能諉過於他人。這是事實，我要聲明的。最要緊的就是這一點。這個事不是人家的事情，是我自個兒的事情，是我的責任。」
九一八事變後，馬君武詩作指控張學良軟弱，令張被稱為「不抵抗將軍」，然而馬君武這指控卻是出於兩人私怨而憑空誣告。詩云：
趙四風流朱五狂，翩翩胡蝶正當行，溫柔鄉是英雄冢，哪管東師入瀋陽。
告急軍書夜半來，開場弦管又相催，瀋陽已陷休回顧，更抱佳人舞幾回。
首先，詩中的胡蝶（蝴蝶）不但當時不在北平，終其一生根本未見過張。朱五，即朱启钤的第五女朱湄筠，於九一八事變前一年早已成婚，嫁給張學良的愛將朱光沐，主婚人還是張學良本人。
香港歷史學家丁新豹指出九一八事變當晚，張乃與其參謀何世禮、何父何東爵士晚飯：「當日張學良聽完一個電話之後，飯未吃完就離席，原來電話是報告日軍突襲瀋陽，是為『九一八事變』。」而不是與女士聚會。
而身在其時的馬君武寫出與事實完全相反的指控，被認為是因當他聽到張對張伯苓辦南開大學捐贈巨款，但上門向張要求捐款時卻被拒，才故意誣蔑張，也在重視禮法的年代壞女子名節。據作家高陽所言，朱湄筠告訴他後來遇上馬君武，上前道自己便是他筆下被誣衊的朱五，「當時馬博士的窘態，非語言筆墨所能形容，結果是不俟終席而遁去」。
1931年11月21日，張委萬福麟為陸海空軍副司令行營總參議:3992。12月5日，蔣電張嚴令阻止北平學生南下請願，「如不能勸阻，寧可停車，不予通行，以免效尤」:4005。12月15日，張電蔣，請辭陸海空軍副司令職，同日國民政府准張辭職，改任北平綏靖公署主任:4015-4016。12月22日，張電蔣，謂「公今旋里，毋任痛心！日寇近迫錦州，河北局面如何善處，乞公賜最後指針」:4021。

## 中年經歷

### 棄錦州失熱河
1932年1月5日，北平綏靖公署主任張通告報告錦州失守經過，略謂：「日方兵力增厚，武器精良，在在皆遠勝於我，自其發動以後，竟以飛機、坦克車及大口徑炮分路猛攻。我軍奮勇應敵，激戰十晝夜之久，前仆後繼，死傷蔽野。卒以兵力過疲，損失過重，無術繼續堅持，致於江日失守錦縣。」:40341月6日，張邀孫殿英、李服膺、商震、徐永昌等及在北平各將領協商華北軍政問題:4035。1月10日，張在北平招待新聞記者，表示擁護統一，安定北方:4039。1月13日，張電促蔣、汪精衛、胡漢民入南京，略謂：「人望不可以屢辜，時會不可以再逸」，「宜及此政本未搖，余勢猶在之際，集全黨領袖於一堂，奮其智勇，以定安攘之策，則桑榆之效，或尚可收，淪胥之禍，其猶得免。若更分崩離析，或貌合神乖，信用一失，斷難再復。」:4042-40431月18日，張委榮臻為北平綏靖公署參謀長，榮臻1月20日就職:4047-4048。1月30日，北平政務委員會成立，張、李石曾、于學忠、徐永昌、周作民5人為常委:4060-4061。2月4日，國民政府軍事委員會根據徐州軍事會議決定，通電劃分全國為4個防衛區：第一防衛區為黃河以北，以張為司令長官；第二防衛區為黃河以南、長江以北，以蔣為司令長官；第三防衛區為長江以南及浙江省、福建省，以何應欽為司令長官；第四防衛區為兩廣，以陳濟棠為司令長官:4068-4070。2月11日，北平軍事整理委員會成立，張為理事長:4077。3月6日，中國國民黨中政會議決，任命蔣為軍事委員會委員長，閻錫山、馮玉祥、李宗仁、張、陳銘樞、李烈鈞、陳濟棠為委員，3月8日國民政府明令發表，3月18日蔣就任:4102-4103。3月11日，張為遵二中全會決議，電國民政府懇辭北平政務委員會委員:4107。4月10日，國際聯盟調查團晨訪張，晤榮臻，詢九一八事變經過:4127-4128。4月12日，國難會議閉幕，通過請政府克日將張撤職查辦，所部軍隊着軍委會妥為處理，以便收復東北失地等案；國際聯盟調查團在北平與張、萬福麟等原東北軍政官吏舉行第一次談話會，對東北問題作詳細之懇談:4129。8月1日，張電南京報告熱河情形，稱：「日方已開始軍事行動，形勢漸趨嚴重，榆關亦告緊急。」:4204-42058月6日，汪精衛致電張，望其辭職以謝國人，並稱：「惟兄擁兵最多，軍容最盛，而敵兵所憂，正在兄防以內，故以實力言之，以職責言之，以地理上之便利言之，抵抗敵人，兄在職一日，斷非他人所能越俎。」、「令兄未聞出一兵、放一矢，乃欲藉抵抗之名以事聚斂，自一紙宣言捍禦外侮以來，所責於財政部者，即籌五百萬……昨日則又以每月籌助熱河三百萬責之行政院……以此相要挾，誠不解是何居心。」:42088月7日，北平政委會開會，張決定辭職，張覆電汪精衛，勸汪「以國事為重，勿輕言辭」，「本人軍、政權將分交平軍分會、政委會」，同日張並電蔣請北來主持；蔣電張群轉勸張，「以大局為重，宜忍隱處之。北方同袍尤不宜亟有抗辯，以免益陷僵局，更增糾紛」:4208-4209。8月8日，汪精衛在上海對記者發表談話，促張下野，略謂：行政院院長人選，「于右任、戴傳賢均可，蔡元培來更好」，繼張者「以何應欽、朱培德為宜」，有詢以馮玉、閻錫山如何，汪謂不可，「將予人以口實，增加糾紛」；汪精衛再電中國國民黨中央執行委員會堅辭行政院長職，指責張治下省份，國家稅收悉截留，兵額中央無權過問；張電國民政府、軍事委員會、行政院辭北平綏靖公署主任職；張覆電汪精衛電請中央罷免本職:4209-4210。8月9日，蔣電覆張，假擬三策：一、不辭職而帶兵入熱抗日，二、辭職而帶兵入熱抗日，三、辭職而改組北平綏靖公署，擇一而行，勉出兵收復熱河為上策:4211。8月15日，中國國民黨中委談話會對汪、張辭職擬定方案，滙送中常會決定：一、准張學良辭北平綏靖公署主任職（8月16日國民政府明令發表）；二、裁撤北平綏靖公署，改設軍事委員會北平分會，委員18人，以萬福麟、榮臻、蔣伯誠為常委，以軍事委員會委員長兼任軍分會委員長；三、再由中常委切實慰留行政院長及各部、會長:4214。8月20日，蔣電張群、蔣伯誠轉令張，以軍事委員會委員資格代理北平軍分會委員長職；國民政府訓令行政院裁撤北平綏靖公署:4218。8月23日，北平政委會例會，張請辭委員職，決議慰留:4220。8月25日，北平軍事整理委員會舉行常會，決議：一、張學良請辭委員職慰留，二、北平軍整會改稱北平軍事訓練委員會:4220-4221。9月1日，軍事委員會北平分會在北平「綏靖」公署舊址正式成立，蔣再電張，請以軍事委員委員資格主持:4224-4225。9月3日，國際聯盟調查團總報告已完成，各委員及秘書長在北平簽字，下午4時該團國長李頓等向張辭行:4225。10月，北平綏靖公署主任張轉任軍事委員會北平分會副委員長:113。10月25日，國民政府令張全權調處魯事，同日劉珍年電呈中央請將該師調離魯境:4253。11月6日，張派彭士彬等三人赴濟南監視韓復榘、劉珍年自膠東撤兵:4259。11月10日，張飛漢口晤見蔣，面商東北、華北問題，並協議海軍接防煙台、龍口，11月12日飛杭州，11月16日復飛漢口見蔣:4261。
1933年1月2日晚，天津日駐屯軍司令中村孝太郎就榆關事件電張提出「警告」，稱榆關事件係中國進兵熱河，宣言抗日所致；張密電蔣，認為日軍發動榆關事件「並非即欲作真面目之戰鬥，仍為借此對我方軍事部署加以試探」，希望「設法對榆關事件謀一緩和延宕辦法」，同時出「如日方不顧一切悍然來犯，緩敵之謀無效，則我亦不得不盡全力以周旋」，並表示自己「決無絲毫猶豫」，要求蔣「迅示機宜，並乞迅飭啟宇（第三十二軍軍長商震）所部火速出動，其他軍隊速行集結」:4292。1月3日，蔣由奉化到杭州，覆電張，略謂：「無論倭寇行動如何變化，我軍速入熱河計劃，萬不可稍有變更，只要能達成此任務，則為緩寇計，不妨相機應付」，並表示商震部「調動與接濟籌備，弟當負責」:4293。1月4日，蔣致電張，指出：「此後倭必以真面目攻取平、津，我方不能不迅下決心，從速處置。」，提出軍分會及張本人「應即遷保定或張家口，一面與各公使館交涉，聲明北平駐軍他移，以北平為文化區，不願與倭軍在北平附近衝突，並望各國互尊條約，保持平、津之和平」:4294。1月5日，蔣電林蔚轉告軍事委員會辦公廳主任朱培德、軍政部長何應欽，請任命張為軍事委員會北平分會常務委員兼代委員長:4294-4295。1月7日，蔣返抵南京，與國民政府主席林森、軍政部長何應欽、外交部長羅文幹商應付榆關事件，隨後接見張代表鮑文樾，聽取榆變經過:4296-4297。1月8日，張在北平招待中外記者，發表談話駁斥日方關於榆關事件係中國方面調動軍隊所引起之謬論，謂「榆關事變與九一八柳條溝事件如出一轍」，表示「惟有以吾人之精神與赤血，保護我祖國，以維持正義」:4297-4298。1月11日，蔣在南京陵園私宅與宋子文、何應欽、羅文幹、陳立夫等人商討對日外交，決定派外交部次長劉崇傑赴北平向張傳達中央對對華北外交方針，當晚劉離開南京赴北平:4301。1月17日，張致電蔣，謂「熱邊情況日趨緊急，證以最近日軍進向該處之積極活動，大有箭在弦上一觸即發之勢，我方入熱部隊，只東北軍四旅」，「前途變化洵屬在在可慮」，催促蔣「迅賜電調中央軍及晉軍即日開赴熱東一帶，以增實力，而備萬一」:4305。2月5日，張電蔣，報告「熱邊風雲日益緊急，大有一觸即發之勢」，「原有軍隊實屬不敷分配」，要求蔣「籌定大計」，蔣批覆以「北方軍事已全權托付吾兄」，並表示：「吾人處此憂患，橫逆之來，惟有盡其心力而為之，只求此心無愧，並以擴然大公示眾，則成敗存亡，聽之而已:4319。」2月12日，張制定以「確保冀熱並鞏固平津為目的」之防禦方針，成立華北軍總司令部，由蔣兼任總司令，張任副總司令:4323-4324。3月3日，蔣準備取代張兵權，派軍政部長何應欽、內政部長黃紹竑及中國國民黨中央委員李烈鈞往北平應付華北局勢，3月5日抵北平，黃旋任北平軍分會參謀長:4339。3月4日，蔣為承德棄守致電張，指示「緊急處置，應以規定各部收容陣地與制止其後退，力圖反攻，冀挽頹勢」:4339-4340。3月5日，張據報湯玉麟放棄承德，召開軍分會緊急會議，急令古北口駐軍嚴阻逃軍入境，並令張作相、萬福麟等嚴守長城防線，會後張電請中國國民黨中央將熱河不戰而退之將領予以懲處，並下令通緝湯玉麟，同日何應欽亦電請中央將湯褫職嚴辦:4340。3月6日，蔣致電楊杰轉示張、何應欽，指示反攻戰略：「以宋（哲元）部與萬（福麟）部全力出冷口，襲取凌源、平泉，以古北口各部反攻承德，則必得策」，又電楊杰轉示宋哲元、商震、龐炳勳等將領，望「協同一致，力圖反攻，力圖反攻，以報黨國」:4341。
3月7日，張電中國國民黨中央引咎辭職，略稱:4341：

自東北淪陷之後，效命行間，妄冀待罪圖功，勉求自贖，詎料熱河之變未逾旬日，失地千里，固有種種原因，釀成惡果，要皆學良一人誠信未孚，指揮不當，以致上負政府督責之殷，不無以對國民付托之重:543，戾愆叢集，百喙奚辭……學良雖粉身碎骨，亦無補於國家，無補於大局，應懇迅賜命令，准免各職，以示懲儆:661:4341。

3月8日，蔣到達河北石家莊，何應欽由北平往見，張擬同行，蔣以「前方軍事吃緊，調度需人」拒絕，同日宋子文亦奉蔣召由上海到石家莊，預商張下野辦法:4342。3月9日，蔣召張在保定會晤，蔣先授意宋子文與張談去留問題，宋轉達蔣意：熱河失守，張守土有責，中央政府更責無旁貸，蔣也同樣受到國人攻擊，「正如兩人同乘一只小船，本應同舟共濟，但是目前風浪太大，如先下去一人，以避浪潮，可免同遭沉沒」，張只得接受辭職，下午4時蔣到保定與張晤面，准其去職:4343。3月10日，張召于學忠、萬福麟、榮臻、王樹常、劉哲等東北軍要員會議說明辭職經過及原因，並宣布已與蔣商定軍事善後，將東北軍改編為四個軍，由于學忠、萬福麟、何柱國、王以哲分任軍長:4344-4345。3月10日，張發出辭職通電:107。3月11日，張通電下野，內稱：「此次蔣公北來，會商之下，益覺余今日之引咎辭職，即所以效忠黨國、鞏固中央之最善方法，故毅然下野，以謝國人。」，並表示「惟眷念多年袍澤，東北之健兒」，期望「中央俯察彼等勞苦」，「倘遇報國之機，加以使用，俾得為收復東北之效命，遂其志願，免於飄泊，於願斯足」:4345-4346。3月12日，國民政府明令准免張北平政務委員會常務委員兼代軍事委員會北平分會委員長職，派軍政部長何應欽兼代執行軍事委員會北平分會委員長職權，同日張離開北平飛上海，何到會接任:4346。
1933年5月31日，中日簽訂《塘沽協定》，11時10分中國代表在一字不改下正式簽署:4408-4409。7月22日，張為考察歐美各國軍事組織，是日由意大利抵法國巴黎，7月30日飛抵英國倫敦:4450。12月15日，張由意大利威尼斯乘輪回國，行前意相墨索里尼贈以皇冠大十字勳章:4534。

### 圍剿紅軍
1934年1月6日，張由意大利乘「康脫浮特號」輪回國，途經香港登岸訪胡漢民:4552。2月1日，蔣由南京抵杭州，部署福建軍事善後事宜，同日張往杭州謁蔣，向蔣表示「一切聽命中央」:4574。2月7日，國民政府特派張為豫鄂皖三省「剿匪」總司令部副司令:4579。2月9日，蔣由杭州飛南昌，行前召見張指示豫、鄂、皖三省「剿共」計劃，抵南昌後即飭贛西各縣部隊跟踪追擊湘贛紅軍:4580。3月1日，張在漢口任豫鄂三省「剿匪」副司令職，3月5日武昌設立行營:4595。6月，正當蔣第五次圍剿紅軍在江西激戰時，張在報刊上公開提出國共合作、共同救國主張:57。6月18日，張出巡豫鄂邊區，是日抵達潢川，6月21日在潢川召開軍事會議商定反共軍事，之後再赴商城及皖西立煌、六安，6月27日張回武漢:4677。10月9日，蔣在張、劉峙等陪同下離開武漢北上，前往豫、陝、甘、寧各省視察，翌日蔣等經鄭州抵達洛陽主持洛陽軍分校開學典禮，何應欽亦由北平抵達洛陽晤見蔣:4747-4748。10月12日，蔣偕張抵達西安:4750。
1935年3月1日，軍事委員會委員長武昌行營成立，原豫鄂皖三省剿匪總司令撤銷，主任張，秘書長楊永泰，參謀長錢大鈞:4847。4月，蔣命令張圍剿中國工農紅軍，但卻遭到挫折两个整编师被全歼，逐漸對蔣的調遣有所反感。4月2日，國民政府任閻錫山、馮玉祥、張、何應欽、李宗仁、朱培德、唐生智、陳濟棠為一級陸軍上將:4865。4月14日，武昌行營主任張由重慶飛貴州見蔣，河南保安處長馮占飛及《大公報》總編輯張季鸞偕行，4月17日張回漢口:4872。9月13日，張由漢口飛西安，與楊虎城、邵力子等會商軍事:4961。9月19日，張飛天水視察:4965。9月20日，蔣在西安設立「西北剿匪總司令部」，統帥陝、甘、寧、青四省軍隊「圍剿」在西北之紅軍:557。蔣再次推張到「剿共」第一線，擔任西北剿匪總司令部副總司令，代行蔣之總司令職務:557。9月21日張飛返西安，與閻錫山代表張維清商圍攻陝北紅軍，9月24日又偕楊虎城、鄧寶珊飛蘭州與朱紹良分商防共:4965。10月16日，張由西安飛抵武昌，辦理行營結束事宜，10月19日返西安，10月20日武昌行營結束:4980。同年秋，東北軍調入西北，在剿共戰役中損兵折將:57。

### 改换门庭
1935年11月13日，張在中國共產黨中央委員會奉共产国际指示發表《為抗日救國告全體同胞書》中，被中共形容為：「不抵抗將軍賣國賊」、「日本帝國主義忠實的走狗」:880。11月，張在南京參加完中國國民黨五全大會曾去上海，秘密會見因「新生事件」而獲罪之東北籍人士杜重遠:563。張、杜是老朋友:563。此次見面，張向杜傾訴自己因「剿共」接連失利之苦悶，杜則勸張放棄「剿共」，走西北大聯合道路，即聯合共產黨、楊虎城和新疆之盛世才，取得蘇聯援助，共同抗日:563。11月下旬，張到上海會見尚在獄中之老友杜重遠，杜深受中國共產黨秘密黨員胡愈之等人影響:57。
1935年12月，張在南京開完會後，曾到上海找東北義勇軍將領李杜，提出要找中共負責人聯繫，又找杜重遠商談抗日救國之道；中共中央認為經過努力，是可以爭取張和東北軍參加抗日民族統一戰線:14。李杜和宋慶齡有聯繫，提出過此事，宋慶齡知道劉鼎住在國際友人路易·艾黎家中，她對剛到過瓦窰堡同中央聯繫之地下黨員董健吾説，艾黎家中就住了一個共產黨員，可介紹他到張那裡去工作；董健吾見了劉鼎，告訴他到張急於找共產黨之關係，共商抗日救國大計，希望他能去西安見張；劉鼎經過考慮後表示同意，並在上海做許多準備工作，認真研究《八一宣言》和統一戰線之文件，調查張歷史、為人處事之特點:19。
西安事变之前，張已經跟中國共產黨有聯繫。1936年，國民政府於1月7日授予張一等雲麾勳章:5045。1月4日，西北剿匪總司令部副司令張與楊虎城自西安飛抵綏德同高桂滋、毛侃會商防止陝北紅軍北攻榆林、綏德:5048。2月19日，張把董健吾、張子華用飛機送到膚施，再由當地駐軍派騎兵護送到蘇區；2月27日，董、張到達瓦窰堡，由博古、林伯渠接待並即電告毛澤東、周恩來等:48。3月2日，周恩來致電彭德懷和博古，提出對蔣、張之聯絡工作應分進行；3月4日，毛、彭致電博古轉董健吾，表示中共願與南京政府開始具體實際之談判；董帶着中共中央意見返西安見到張後，即回上海向宋慶齡覆命:48-49。3月中旬，博古帶張子華到山西向中央滙報告他和曾養甫接談；周恩來也到；北方局王世英也向中央滙報同楊虎城談判情況，並報告呂振羽、周小舟在南京同曾養甫、諶小岑接談經過:49。張在旅歐期間，會見希特勒與墨索里尼，欣賞德國與意國全民團結的精神，認為只有法西斯主義才能救中國:16-17。在3月20日至3月27日中共中央政治局會議上，周恩來分析一部分中國國民黨領導人已認識到有必要抗日，但有人想挑動日蘇戰爭，所以至今中國國民黨對降日還是聯蘇仍舉棋不定；4月25日，中共中央發布《為創立全國各黨各派的抗日人民陣線宣言》；6月20日，中共中央又發出致中國國民黨二中全會通電，提議停止內戰一致抗日:49-50。

### 洛川會談
1936年1月初，在榆林戰役中被俘之東北軍第一〇七師第六一九團團長高福源回到王以哲軍部駐地洛川；王以哲聽了高福源報告，立即表示接受中共主張並秘密報告張:14。1月初，張剛從上海回到西安，正急於找到中國共產黨；他得到電報後就飛到洛川會見高福源:15。1月17日，中共中央社會局長李克農去洛川與張、王以哲見面:561。1月19日，李克農在高福源引導下，到洛川同張、王以哲會談；張表示願意為成立國防政府奔走:15。1月20日，中共中央聯絡局局長李克農抵陝西洛川與西北剿匪總司令部副總司令兼代總司令張會談，李說明中央停止內戰、組織國防政府與抗日聯軍、一致對外之主張:5060。1月21日晚，張與李克農在洛川會談3個小時:561。張密晤中國共產黨代表李克農，李表示擁張為西北抗日聯軍總司令，並暗示能獲得蘇聯軍火援助:57。1月，在第一次洛川會談，中國共產黨已得知張「同意抗日，但不同意討蔣」:426。1月25日，中共方面以毛泽东、周恩来、彭德怀等名義发表《红军为愿意同东北军联合抗日致东北军全体将士书》，肯定東北軍大多數是愛國，「是願意打日本帝國主義的」:4。中國共產黨重視宣傳，在1月25日向在東北軍公開信中成功挑撥東北軍與中央的關係:24。
1936年2月初，中央再次派李克農到洛川談判；2月10日，周恩來指示李克農按照瓦窰堡會議精神，先談局部合作抗日和通商問題:15。2月20日，周恩來在瓦窰堡接到中央及軍委從東征前線發給李克農之訓令，指出張同意抗日，願意和他們訂立互不侵犯協定，但不同意討蔣；不反對國防政府、抗日聯軍口號，但不同意馬上實行:15-16。2月21日，李克農一行在高福源陪同下，由瓦窰堡出發，於2月25日到達洛川:16。2月25日，李克農到達洛川:562。2月26日，張原來打算親自參加會談，因臨時去南京，就由王以哲和參謀長趙鎮藩先談局部合作問題，重大問題由他回來談:16。經過兩天談判後，於2月28日達成幾條口頭協議，主要內容是：一、為一致抗日，紅軍與六十七軍互不侵犯，各守原防；二、恢復六十七軍在膚施、甘泉兩城六十七軍部隊所需糧、柴進城出售，恢復正常通商關係；四、恢復紅白兩地區通商，雙方有保護對方採購人員安全之責；五、紅軍同意被困在甘泉城內之部隊換防:17。2月26日至2月28日，李克農與王以哲、趙鎮藩磋商紅軍與東北軍第六十七軍之間合作抗日問題，達成口頭協議，主要為：互不侵犯，各守原防；紅軍同意恢復第六十七軍在鄜縣、甘泉、延安之交通運輸及經濟通商；延安、甘泉城內第六十七軍人員所需糧草，可向當地蘇區群眾購買，紅軍予以便利；雙方給予對方採購人員以保護:2。
1936年3月2日，張由南京回到西安，當日即親自駕機飛到洛川和李克農會談；會談一開始，張即表示已聽過王以哲、趙鎮藩之報告，完全贊同雙方之口頭協議，並希望全面合作；接着他請李克農先談中國共產黨對時局之看法:17。3月3日，張由南京飛返要西安，次日即飛洛川與李克農第二次會談，就聯合抗日問題交換意見，主張抗日必須「聯蔣」，並要求中共派全權代表作進一步會談，3月7日李克農離開洛川:5095。3月4日，張便趕到洛川，與李克農會談:562。張同意共產黨建立聯合政府、抗日聯軍和停止內戰、一致抗日之主張，但他提出幾個問題：一、為什麼抗日民族統一戰線不包括蔣在內？他認為國家之主要力量都掌握在蔣手中，蔣有抗日之可能，抗日必須聯蔣；二、抗日如何能取得勝利？三、如何取得蘇聯援助？四、紅軍東征抗日應取道寧夏、綏遠、察哈爾，不應取道山西:17-18。3月，張到洛川與李克農會談，對其他問題談得很順利，很快取得一致意見；唯獨在對蔣態度問題上雙方意見相左，誰也沒有說服誰:426。李克農一一作回答，但在聯合蔣和進軍路線上沒有取得一致意見；李克農表示：「張將軍的意見，我們可以向黨中央報告:18。」雙方商定：一、和蘇聯聯繫，雙方可各派代表，赴蘇路線，張答應他可與新疆之盛世才商量；二、中共派一代表常駐西安，以便保持聯繫，由張給以名義掩護；最後，張提出，為了進一步商談抗日救國大計，請毛澤東或周恩來親自來一次，地點在膚施，具體時間由中共方面定；李克農表示，立即向中央報告:18。當時，毛澤東、彭德懷、張聞天等駐在山西石樓城指揮紅軍東征，周恩來和博古、鄧發由瓦窰堡趕到石樓；3月16日，李克農到石樓向中國共產黨中央滙報洛川會談情況；中央立即決定周恩來為代表到膚施同張談判，李克農也同去:18。張再晤李克農，請中國共產黨介紹自己代表與蘇聯直接商談軍火援助問題:57。李杜從董健吾處了解情況後，打電報給張：「尋找的朋友已經找到了」；張很高興，即派高級參謀趙毅到上海把劉鼎接到西安，秘密住在金家巷張公館之東樓內:19。張向中國共產黨黨員劉鼎反覆請教紅軍以少勝多、以弱勝強之根本原因和戰略戰術:57。劉鼎到西安第二天，張在家裡接見他；張嚴肅地向劉鼎提出三個問題：一、我張某人與日本人有殺父之仇，毁家之恨，抗日救亡決不後人，可是你們共產黨卻駡我是不抵抗將軍，賣國投降；二、中東路事件，蘇聯紅軍把東北軍打得那樣慘，還駡我勾結日本帝國主義，反蘇反共；三、在陝北，紅軍打東北軍為什麼打得那麼厲害？使東北軍遭受嚴重損失:19-20。第二天，劉鼎再次與張見面，劉對張説：一、張先生執行不抵抗政策，不到四個月，日寇就占領東三省，當然遭到人民辱駡，中國共產黨與人民一樣，在這個問題，不能不表示態度；二、東北當局受蔣、日挑唆，首先挑釁，撕毁中東路共管協議，採取片面行動，蘇聯指責張先生絕非無中生有；三、東北軍在鄂豫皖和陝西，使蘇區和紅軍受到很大損失，紅軍在陝北採取自衛還擊，使東北軍受到挫折，有人民支持之新式軍隊，百萬大軍都無可奈可:20。當天張就偕劉鼎和公館隨從人員飛到洛川，張行前報請南京在洛川設立「西北剿匪總司令部前進指揮所」，聲稱自己要到前方督戰，曾致電蔣説：「預定設前進指揮所於洛川，學良即日赴前方督剿，以期早奏厥功，釋解委座兩顧之憂。」；蔣覆電稱：「陝北軍務，得弟親往督飭，立殲滅之大功，在此一舉:21。」周恩來參加3月20日到3月27日之中央政治局會議，會議認為不排除蔣允許與共產黨建立聯繫之可能，沒有再次談反蔣之問題:22；3月27日會議上，毛澤東談到與張談判問題時，仍堅持反日與反蔣不可分離:426。
洛川會談結束後，王以哲送給紅軍一批七九步槍，子彈數萬發，並派少校副官王政用汽車送至紅軍防地；經過兩個月之努力，採購許多重要物資，有印鈔機和高級紙張、油墨、無線電器材、醫療器材藥品等；這些物資，都由東北軍用軍用汽車送到洛川，再改用牲口轉運到雙方防地交界處，移交蘇區貿易局運到瓦窰堡；這批物資為蘇區解決許多困難，打破中國國民黨對陝北蘇區之經濟封鎖:18。

### 膚施會談
1936年4月6日，毛、彭聯名致電張，提出：甲、敝方代表周恩來偕李克農於8日赴膚施，與張學良先生會商救國大計，定7日由瓦窰堡啟程，8日下午6時前到達膚施城東北二十里之川口，以待張學良先生妥為布置；乙、雙方會商之問題，敝方擬定；丙、張先生有何提議，祈預告為盼:22-23。4月，張到膚施密晤周恩來，周勸張反蔣，張則勸周聯蔣:57-58。4月9日，周恩来與张在膚施会談:426。周恩來問張學良：「怎麼張伯苓是你的老師？」；張説：「過去我抽大烟、打嗎啡，是聽了張伯苓勸告後戒除的，因此拜張伯苓為師。」:23張說全國之力合到一起，難以打敗日本，不要把有抗日願望而又實力最強之蔣拒之門外；張表示若勸蔣聯共不成，便在西北另立新局面:58。張表示：一、完全同意停止內戰一致抗日，同意組織國防政府與抗日聯軍，願參與醞釀此事；二、同意紅軍集中河北，但認為紅軍在山西恐難立腳，出河北太早，最好出綏遠，如果紅軍堅持東出，他可以通知在河北之東北軍與紅軍聯絡，還答應可為北上之紅四方面軍和二方面軍讓路，並説如果紅軍一旦與日軍接觸，他可以公開和紅軍聯合；三、蔣介石現在歧路上，根據他觀察，蔣介石可能抗日，目前他還不能做到反蔣，如蔣投日，當離開蔣，在未公開抗日之前，不能不接受蔣之命令，進駐蘇區，他主張在裡面勸，共產黨在外面逼，促使蔣改變「攘外必先安內」之錯誤政策，走上抗日道路；四、將派代表去蘇聯，中共方面之人由他派人送至新疆，他可聯絡盛世才:23-24。張是當時最早接受中國共產黨抗日民族統一戰線主張之中國國民黨將軍，已和紅軍秘密達成停戰、通商等協議:427。周恩來表示：關於對蔣介石的政策問題很重要，中共中央已有考慮，願將張之意見回去慎重研究:24。會談一直進行到4月10日晨4時才結束，雙方都很滿意；周恩來對李克農等人説：「談得真好呀！想不到張學良是爽朗的人，是這樣有決心有勇氣的人，出乎意料！」；張後來對劉鼎説：「膚施會談，我太滿意了」，「中國的事，從此好辦了！」；握別時，張贈送《申報》六十周年紀念時出版之中國大地圖一本，語重心長地説：「共同保衛中國。」隨後，張拿出二萬块銀元和十二萬法幣，支援紅軍作軍費:24。

### 聯共
4月22日，周恩來寫親筆信給張，和李克農一起同劉鼎談話，把信交給劉鼎，信內稱：九日會談，「快慰平生」，中共中央諸同志「咸服先生肝膽照人，誠抗日大幸」；信中誠懇忠告張「為抗日固足惜蔣氏，但不能以抗日殉蔣氏。為抗日戰線計，為東北軍前途計，先生當有以準備之也！」、「茲如約遣劉鼎同志趨前就教，隨留左右，並委其面白一切。」、「寇深禍急，渾忘畛域，直率之處，諸維鑒察。」:26-27幾天後，張和劉鼎乘專機到西安，到西安後，把劉鼎安置在公館之東樓上，對劉鼎説：「你名義上是李杜的代表，也是我的隨從軍官。你要在東北軍中多活動，並多多幫助我。」:28因此，那時人們叫劉鼎為「秘書」，在張公館進出，張還親自囑咐隨從應德田和孫銘九，要好好招待和保護劉鼎，以後又給劉鼎發自衛手槍:28。4月25日，《中國共產黨中央委員會為創立全國各黨各派的抗日人民陣線宣言》，第一次把中國國民黨列入抗日民族統一陣線行列:427。劉鼎到西安積極設法架設秘密電台，着手建設從西安到蘇區、天津、北平、上海等地秘密交通，利用關係在西安東城中國銀行蓋的七賢莊住宅區租一個兩進四合院，做為秘密交通站；通過東北軍關係買商用交通車，把宋慶齡介紹之美國記者斯諾和馬海德大夫、潘漢年、丁玲、張子華等去蘇區，經過西安七賢莊交通站，送往洛川轉陝北；中央從陝北派鄧發或王稼祥等到新疆或轉蘇聯，葉劍英、汪鋒、張文彬、張經武等由保安到西安，也是通過秘密交通線:28-29。
1936年6月30日，張主動提出要求加入中國共產黨:110。7月，張籌建「抗日同志會」，9月正式成立，作為秘密核心組織團結東北軍，吸收有積極抗日思想分子，開始主要成員是孫銘久、應德田、苗劍秋、盧廣績、車向忱、劉瀾波、苗勃然（兩人都是中共秘密黨員）等，劉鼎也參加；以後向軍、師、旅長發展，共達70多人，張自任會長，聯共抗日、培養抗日幹部:30。7月初，張住在王曲時，把劉鼎拉去跟他説：「我的日子難過。我連想了幾天，想把隊伍拉出去，能拉多少就拉多少，和紅軍一起幹。……和他們糾纏有損無益，干脆撒手。遲分不如早分，與其將來被劫，不如現在主動，早下手為強，可以保留最大的力量來抗日。……」:31-32劉鼎立即回到西安，用十萬火急密電報告中共黨中央，乘張專機到膚施後，步行50里到達安塞；黨中央機關剛從瓦窰堡撤向保安，得到劉鼎電報後，毛、張聞天、周恩來於7月5日趕到安塞城，立即召開會議，毛、張、周都到會，李克農也列席會議；毛最後説：「張學良敢在膚施與周恩來面談，回去宣傳抗日是大好事。……叫張學良不要和蔣介石鬧翻了，要講策略，不要太刺激他。……」:32-33劉鼎回到西安見到張，詳細談了安塞中央會議，說：「中共中央主要負責人都到會，研究了一夜，高度評價你的抗日決心和熱情，但你的想法目前時機還不成熟，要你團結全部東北軍，耐心爭取蔣介石和全國一切抗日力量。」張耐心聽後表示理解中共中央意思，説：「從今以後，我要想盡一切辦法勸説蔣委員長，把他爭取到抗日陣營中來。我和委員長交情很深，我要認真利用這個地位加快步伐向他進言，爭取他幡然省悟。你們黨中央既然要我這樣辦，縱然碰釘子，或者削職為民乃至坐牢殺頭，也在所不惜！」:33-34張為整訓部隊軍官，商得楊虎城同意，報經蔣批准，在西安南郊王曲創辦「西安軍官訓練團」，張任團長，楊任副團長；張接受劉鼎建議，吸收瓦窰堡紅軍大學之經驗，以政治為主，主要講抗日救國之道理；以軍事為輔，學習運動戰和游擊戰術；訓練團廢除打駡，提倡官兵平等，團結官兵:30。訓練團第一期張就住在王曲，親自給學員作報告，公開對學員説：「唯有對外，才能實現真正統一。」、「東北軍要站在抗日第一線，……東北土地主權是屬於中華民國的，……東北軍抗日，唯有犧牲是屬於我們的。」:30-31張、楊講話，都講抗日救國道理:30-31。劉鼎又建議張辦學兵隊，從北平、天津招收一些參加「一二·九」運動之學生到西安軍訓；張同意後，由中共秘密黨員劉瀾波、孫達生等協助招生，學兵隊由張衛隊二營營長孫銘九領導，由衛隊二營派送管理幹部；學兵隊共300多人，設在西安東門城樓上，學兵畢業後分配到各要害部門和各部隊:31。劉鼎還和劉瀾波等推動東北文化教育界人士組織「東北救亡總會」，團結東北人抗日救亡；又從上海請來文化界秘密黨員吳奚如到西安，主編抗日同志會刊物《文化周報》，宣傳抗日民族統一戰線:31。
由「抗日反蔣」到「逼蔣抗日」，是抗日民族統一戰線中策略上之重大轉變；而洛川和膚施會談中，張一再認為蔣有可能抗日，應該內外逼使他走上抗日道路之意見，也給中國共產黨中央作出這種決策提供重要根據:26。
日本歷史學家宮脇淳子確信張是共產國際內部人員，他認為證據是後來共產國際頒授勳章給張學良:268-269。另有關張與共產黨的關係，可參見楊奎松《張學良的「通共」與蔣介石的置若罔聞》、陳益南《「西安事變」中若干鮮為人知的細節》等文，張學良在1936年提出加入共產黨，不是加入中共，此事需中共向共產國際匯報，最後以「特殊黨員」之身份加入，即可得到共產國際支持:268-269。

### 勸蔣抗日
1936年10月20日，在蔣來西安前夕，張密赴太原，向閻錫山坦述自己聯共聯蘇以便抗日之內幕，閻答應與張聯袂，一同勸蔣聯共，「倘蔣不幹，閻決不顧一切犧牲，聯晉軍、紅軍、東北軍全力抗戰」，並表示把固陽等5個縣讓給紅軍:58。同時，蔣來前，為確保安全，已指定以西安城東之臨潼華清池為其行館，錢大鈞已提請前派張玉蓀到該處安排佈置，但楊虎城以「華清池離西安太遠，往來不便」為由，建議以城內九爺府為行館，張贊同此議:58。10月22日，蔣一行人飛抵西安機場，張要張玉蓀向蔣報告，己在城內九爺府和城外華清池準備好兩處行館，請蔣指示前往何處，蔣「楞了一下，便回頭望著」錢大鈞，錢說到華清池:58。當晚，張懇勸蔣聯共抗日，「歷時甚久」，兩人爭辯，蔣連駡不止，「響遏雲霄」:58-59。10月29日，蒋由西安前往洛陽:573。蔣決定如張、楊不服從「剿共」命令，就把東北軍、十七路軍調離陝甘，由蔣鼎文任西北剿匪前敵總司令，任命衛立煌、朱紹良、陳繼承為一個方面之總指揮:573。10月31日，張邀閻同赴洛陽，為蔣祝壽，並聯袂勸蔣:59。
1936年11月初，張到葉劍英住室，商討辦法停止內戰，最後張説：「只有一個辦法，就是『苦迭打』（日文外來語「クーデター」，源自法語coup d'État，意即政變）。」；葉電告中共中央，回電讓葉轉告張「要慎重」:59。11月17日，蔣自洛陽親赴太原晤見閻錫山，11月18日在綏靖公署召集各機關公務員訓話，大意一切應以堅固守靜之態度沉著處理:977-978。中共屢屢致電張，請其遲滯進剿；11月27日，張回電説，「永不進展實難辦到」，目前只能將進剿改為封鎖，以延長時間，「速請內中早決大計」:60。11月27日，张給蒋一份「请缨抗敌書」，遭到蒋拒绝:574。張如蒙所請，東北軍轉進綏遠，既能滿足東北軍強烈抗日要求，又不致與紅軍隔離，還可接通外蒙和蘇聯；蔣仍令其剿共:60。張請求率部增援綏遠東部，蔣未准其請:278。禁不住張一再懇求，始准派騎兵第七師開往綏遠作戰（該師實際上並未開去），仍未允東北軍全部出動，張深感不滿:278。

### 西安事變
1936年12月1日，張獲悉，如東北軍不執行剿共命令，蔣便將其調蘇皖閩；12月2日，張赴洛陽勸蔣，並表示“如不抗日，东北军将士恐怕难以指挥”（這是實情，當時陝西省政府主席邵力子都擔心，如繼續剿共，東北軍下層官兵就會造反）；蒋明知西安不穩，但為完成其剿共事業，毅然答應前往:60。12月3日，張乘軍用機飛洛陽見蔣，請求率東北軍赴綏遠前線抗日，蔣堅決主張「剿共」，仍令即日回陝，張央求釋放救國會負責人，蔣亦拒不採納:5292。12月4日，為部署新之「剿共」內戰，蔣從洛陽再次來到西安:574。12月4日，蔣由張等陪同，自洛陽抵西安，設行轅於臨潼華清池，陳誠、衛立煌、蔣鼎文、陳繼承、朱紹良等亦先後到達:5293。蒋抵西安，仍住華清池:61。中央軍紛開潼關，最新式戰鬥機分批在西安機場降落:5293。12月6日起蔣在華清池排次召見張、楊及東北軍、西北軍師長以上軍官談話，要求聽從命令，繼續「剿共」，並對張、楊提出：服從「剿共」令，將東北軍和第十七路軍全部開往陝北前線「進剿」紅軍，中央大軍軍在後接應督戰，如張、楊不願在陝、甘「剿共」，則將陝、甘兩省讓出，東北軍調往福建，第十七路軍調往安徽:5293。蔣向張、楊表示：一是進剿紅軍；二是如不願剿共，則將東北軍調往福建，十七路軍調往安徽，陝甘兩省給中央軍剿共:574。12月7日，張到華清池見蔣「哭諫」，痛陳東北失陷，華北局勢嚴重，要求改變「攘外必先安內」政策，聯合共產黨，團結抗日，被蔣拒絕，晚上張、楊密議捉蔣，實行「兵諫」:5295-5296。12月7日下午，張到華清池同蔣單獨會談，説當今抗日是第一大事，紅軍問題可用政治方法解決；只有一致對外，才能安內，一旦抗日，就能統一；又説東北軍將士抗日情緒不可壓制；他表示對蔣一貫忠誠，面臨國家民族之生死存亡，不能不據理力爭，希望委員長慎重考慮；兩人爭執很久，最後蔣對張大發火説：「現在你就是拿槍把我打死，我的剿共計劃也不能改變。」:5712月8日上午，楊在張勸說下，去華清池向蔣進諫:579。蔣命令楊要「放手撤換」十七路軍中「不主張剿共而主張抗日的軍官」:140-141。楊見蔣態度無法挽回，便返回西安:579。
張回到西安把見蔣之情況告訴楊，兩人認為蔣不會改變主意:57。張、楊見「苦諫」徹底失敗，商定對蔣「兵諫」:579。12月9日，西安各校學生舉行紀念「一二九」運動一周年遊行請願活動，以推動團結抗日:579。12月9日，西北各界抗日救國會發表《一二九宣言》，並組織1.5萬餘名學生和市民游行請願，要求張、楊停止內戰，一致抗日，憲兵二團及武裝警察開槍擊傷1名小學生，群情激憤，學生決定徒步到臨潼華清池向蔣請願，蔣令張武力阻止，「格殺勿論」，張驅車至滻橋，簽應一星期內以事實答覆學生抗日救國之要求，將學生勸回:5297。在中共地方党和救國團隊領導下，西安一萬多名大、中、小學生舉行聲勢浩大之示威遊行和召開紀念大會:58。蒋得知學生請願隊伍前來臨潼之消息，急令张派兵制止，說如果学生不聽，可採取武力行動:580。张擔心學生運動影響自己之「運動」，前去勸阻，說東北是從他手裡丟掉，他也要親手收回來:61。张追上學生队伍:580。張立即趕到去臨潼之路上對遊行學生講話，指出「前面不是坦途」:58。他说大家太辛苦了:580。他對學生説：「請你們相信我，我張學良和你們是一樣的思想，一樣的心，你們的要求就是我的要求，也許我比你們的要求更迫切。你們的意見，我一定負責轉達到，我去講可能比你們更有份量。我保證一星期內以事實答覆你們的要求。」:58:95學生們同聲高呼願意為救國而流血犧牲:581。學生們見張態度誠懇，就同意不去臨潼，回到西安:58。

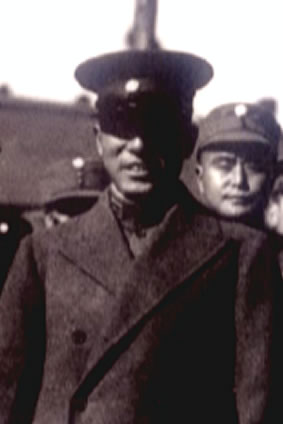
西安事變時的張學良

1936年12月，「西安事變」爆發前數小時，他在西安召集幹部會議，宣布這項驚人陰謀，大多數人都默默無言，只有于學忠和另一位高幹發言:16。于說：「少帥，抓起來很容易，您考慮沒有，以後怎麼樣放他呢？」張、楊發動西安事變，逼蔣抗日:472。張、楊對蔣兵諫之目的是要求停止剿共，進行抗日:11。12月12日，張致電宋美齡，保證蔣生命安全:5301。12月13日，張部隊由渭南向臨潼集中，洛川、慶陽均放棄，中國工農紅軍即由陝北南下，配合張部抗擊中央軍:5303。12月14日下午，端納由洛陽飛抵西安晤張，㩦有宋美齡致張和蔣的信，致蔣信中有「南京戲中有戲」一語，晚上張偕端納探視蔣:5304。張、楊宣佈撤銷「西北剿匪總司令部」，成立「抗日聯軍臨時西北軍事委員會」，由張、楊分任正、副主任，董英斌為參謀長:5305。12月15日，端納飛洛陽，電宋美齡告蔣平安並張、楊主張，稱張希望孔祥熙與宋美齡到西安談判:5306。12月17日，張學良偕蔣鼎文再見蔣，蔣當即寫給何應欽手令曰：「敬之吾兄：聞昨日空軍在渭南轟炸，望即令停止，以近情觀察，中于本星期六日（十九日）前可以回京，故星期六日以前，萬不可衝突，並即停止轟為要！」:531112月19日，行政院代院長孔祥熙召開會議，何應欽、孫科、居正、宋子文、宋美齡、葉楚傖、王寵惠等出席，經過激烈辯論，決定：「一、准宋委員子文以私人資格即日飛赴西安，營救蔣公：二、准許至十二月二十二日（養日）暫行停止轟炸；但張、楊在此期間不得向南移動。」:5312-531312月20日，宋子文應張電邀與端納同機自洛陽飛抵西安，12月21日宋子文與端納飛回南京，報告與張、楊、周晤談情況:5313。12月22日，宋子文偕宋美齡、端納、蔣鼎文、戴笠飛抵西安與張、楊談判，蔣授意宋子文、宋美齡負責談判改組政府，3個月後開救國會議，改組中國國民黨，改組國民政府，同意聯俄容共等；張、楊與周恩來提出以八項主張為談判之基礎，簽應蔣提出兩個條件：一、他本人不出頭，由宋子文、宋美齡代表他談判；二、商定條件，他以「領袖的人格」作保證，不作任何書面簽字:5315-5316。12月23日，宋子文代表蔣與張、楊正式開始談判，周恩來作為中共全權代表參加，宋個人同意，承認轉達蔣；下午，宋子文與張、楊、周恩來繼續談判，宋首先提出先組織過渡政府，3個月以後再改造成抗日政府，宋提議由蔣下令撤兵，蔣即回京:5317。12月24日上午，宋子文、宋美齡代表蔣與張、楊、周恩來談判，達成釋放蔣，和平解決西安事變之《西安協定》：一、孔、宋組行政院，肅清親日派；二、中央軍撤兵調離西北；三、蔣允許回後釋放愛國領袖；四、蘇維埃、紅軍仍舊，兩宋擔保停止「剿共」，並可經張手接濟，抗戰發動，紅軍改番號，統一指揮，聯合行動；五、開放政權，召集救國會議；六、分批釋放政治犯；七、抗戰發動，中共公開；八、聯俄，與英、美、法聯絡；九、蔣回後通電自責，辭行政院長職；晚上，周恩來會見蔣，向蔣說明中共抗日救國之政策以及西安方面之意圖，蔣表示：一、停止剿共，聯紅抗日，統一中國，受他指揮；二、由宋子文、宋美齡、張學良全權代表他與周解決一切；三、他回南京後，周可直接去談判:5318-5319。
12月25日中午，宋子文去新城大樓懇求楊同意放蔣，楊仍堅持沒有保證條件不能放走蔣:621。下午2時半，張、楊見蔣:5319。楊一向尊重張，便慨然同張一起送蔣去機場:621。下午3時半，他們乘汽車從蔣住處出發，直奔西郊機場:621。下午5時半，蔣由張護送離開西安飛抵洛陽:5319。下午，張、楊釋放蔣，張親自陪蔣飛洛陽，臨行張寫手令交楊，令東北軍由于學忠統帥，歸楊虎城指揮；全國民眾慶祝蔣離開西安飛抵洛陽，南京中央廣播電台將此消息向全國及海外播放，首都及各地報社發放「號外」:5320。12月26日午，蔣由洛陽飛抵南京，國民政府主席林森暨各院、部、會等黨國要人到機場迎接，隨後張與宋子文陪同由洛陽飛南京，至此西安事變和平解決:5321。

### 受審
1936年12月30日，张交付军事法庭审判，判決如下：「張學良首謀夥黨，對於上官暴行脅迫，判處有期徒刑十年，褫奪公權五年」:83。12月31日，张从宋子文公馆移住南京中山门外孔祥熙公馆。當天下午，蔣呈請國民政府「予以赦免」:102。12月31日下午，蔣具呈國民政府請予特赦，並請責令張「戴罪圖功，力自贖」；軍事委員會派李烈鈞為審判長，朱培德、鹿鍾麟為審判官，組成高等軍事法庭會審張學良，10時開庭審判，以「首謀伙黨，對於上官為暴行脅迫」之罪名，判處張有期徒刑10年，褫奪公權5年，次年1月1日國民政府明令公布:5323-5324。蔣向國民政府呈請張「應得罪刑，予以特赦。並責令戴罪圖勛，努力自贖。」，且獲時任國民政府主席林森簽准。

## 被囚禁的後半生

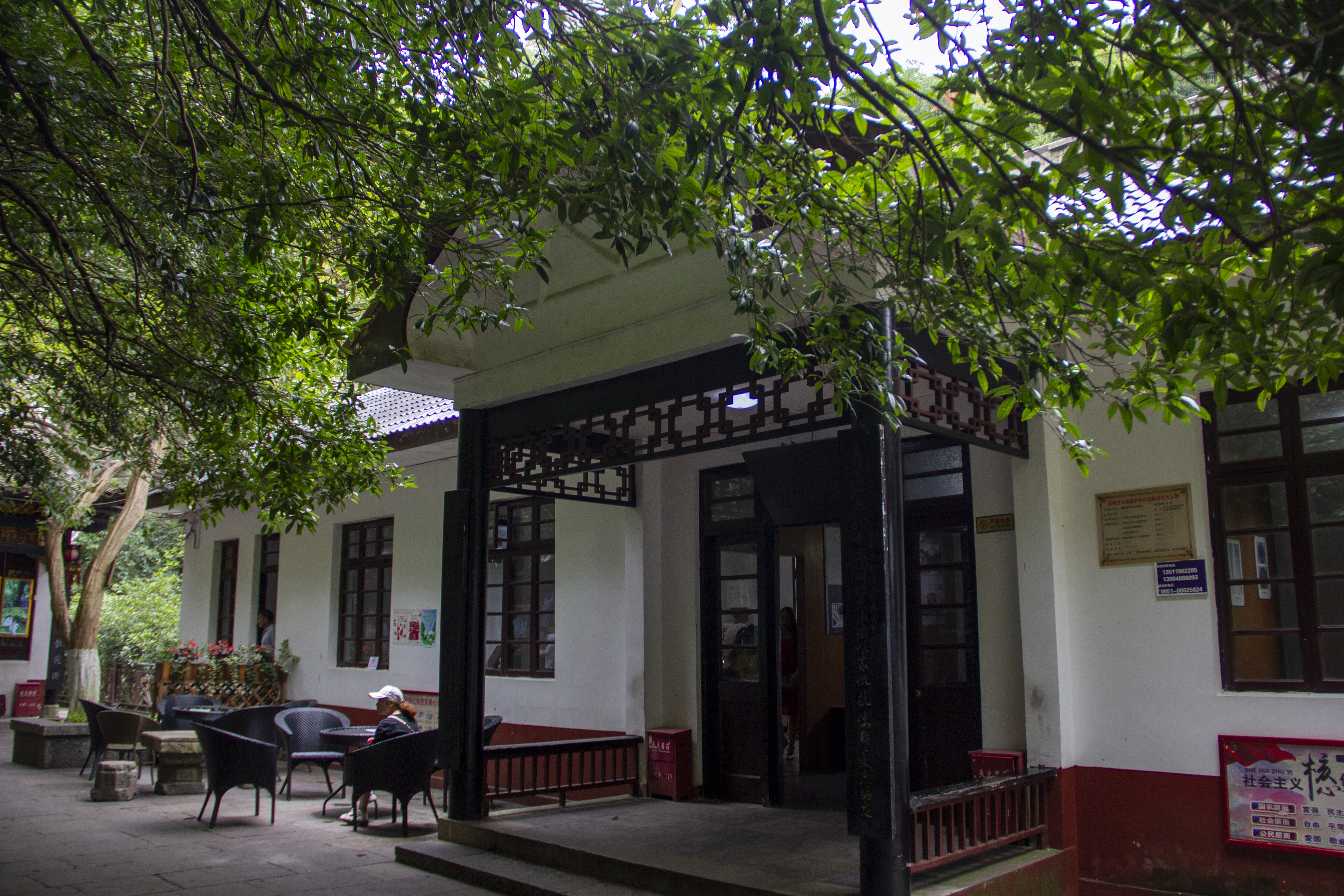
贵阳市黔灵山公园麒麟洞张学良、杨虎城囚禁处

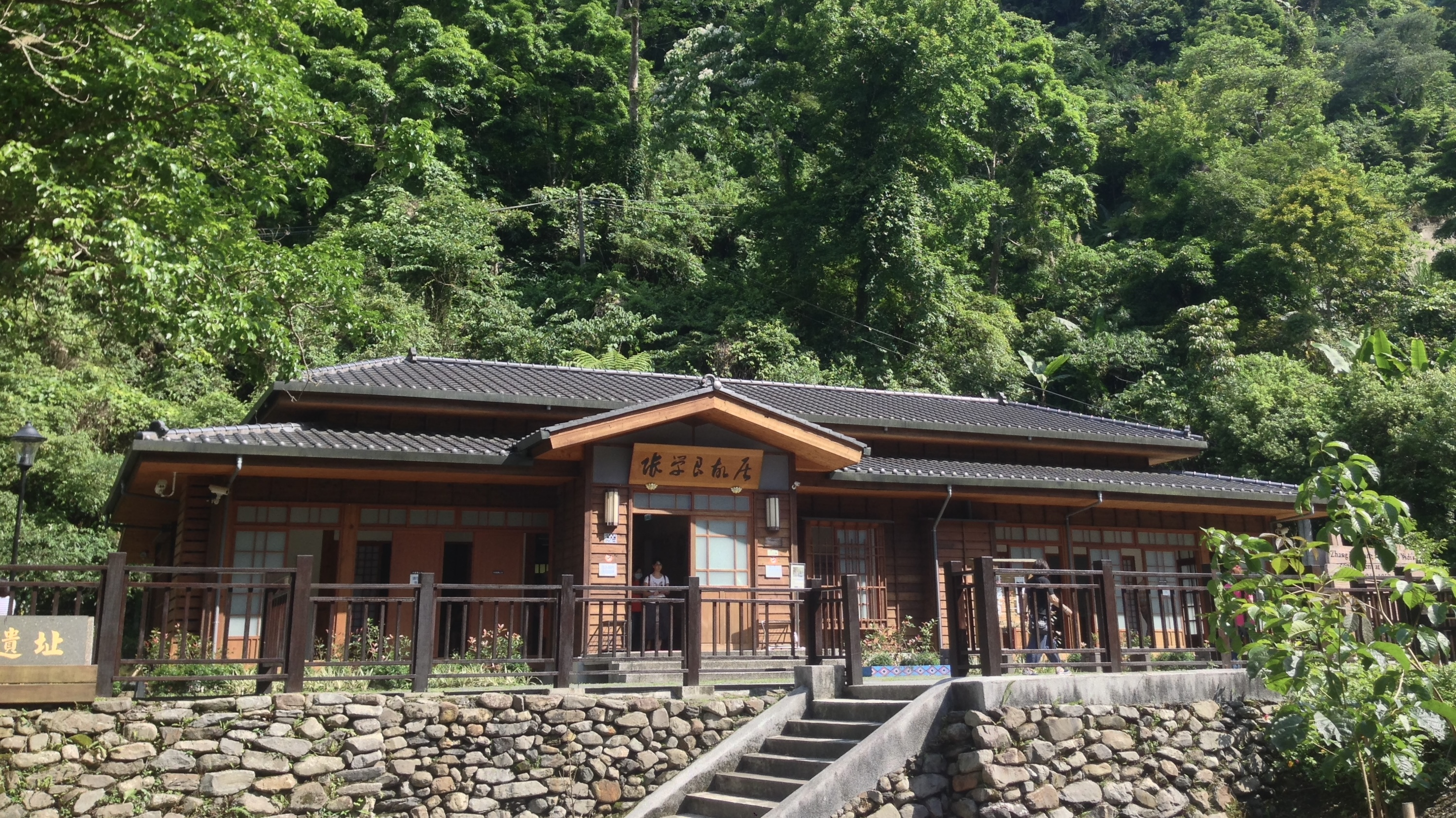
張學良被移居台灣初期，位於台灣新竹縣清泉部落之故居。此為依原貌新建

1937年1月3日，行政院代院長孔祥熙密電國民政府，請特赦張:5329。1月4日，林森主持召開第二十二次國民政府委員會會議，決定對張特赦，發佈命令：「張學良所處十年有期徒刑，特予赦免，仍交軍事委員會嚴加管束。」国民政府委员会一致通過特予赦免张，仍交军事委员会严加管束:15。「管束」令宣告張從此失去自由，過著被幽禁之生活:624。
莫德惠、劉哲、戢翼翹自北平應邀至南京，勸慰張學良:5329。1月7日，蔣致書張，提出陝、甘軍事善後辦法，要旨為：一、東北軍應集中甘肅，由張學良推薦一人率領前往；二、楊虎城或酌留若干部隊在西安，使其行使綏靖職權；囑其與顧祝同切商辦法，餘應照已發電令辦理；並謂「請由兄手諭告虎城及各將領，勉以切實服從中央命令」；張致函蔣，提出解決陝、甘問題意見書，同意派人持其信函前往西安商，略謂：「甲、剿匪：一、調東北軍全部駐開封、洛陽或平漢線上。……二、調虎城出洋考察養病半年，不開缺，以孫蔚如代理。……三、余（張學良）陪同墨三（顧祝同）到洛陽，最好到潼關或臨潼，由啟予（商震）或龐炳勳派兵陪同前往，請虎城及各軍長來會商」、「乙、匪不剿：一、調虎城到甘，以何雪竹（何成濬）或劉經扶（劉峙）為西北行營主任。……二、調東北軍駐豫、鄂一帶整理訓練，擔任國防，由王樹常負責，由良（張學良）幫助整理完畢，良願去讀書」:5331-5332。1月13日，張在賀耀祖、戴笠陪同下，偕米春霖由南京至奉化溪口，住武嶺學校內；蔣以修訂之善後方案送張徵求意見:5338。張致函楊虎城、于學忠等，稱「請兄速下最大決心，使委座及弟易收束陝、甘之局」:5338。張由南京乘專機往到浙江溪口雪窦山上中国旅行社招待所:103。
1月23日，經蔣同意後，戴笠陪同李志剛至雪竇寺中國旅行社往見張與趙庵，張慨嘆說：「蔣先生是不會讓我回去的，請告訴虎城，多容忍，要團結。我估計除非全面抗日，東北軍還存在，我才有可能出去，否則是不能出去的。」:53472月1日，張函勸所部遵照中央命令撤防:5355。2月4日，中央軍入駐渭南，推進至臨潼，張、楊部隊陸續後撤:5357。2月17日，國民政府令准蔣所請，張着予恢復公權:5367。2月22日，王樹常、莫德惠過杭州赴溪口訪張:5371。3月30日，于學忠赴奉化往見張:5393。
1937年9月中秋节，張學良到妙高台過節，晚上寫信給蒋，請求抗战。蒋要張學良“好好读书”。
1938年1月，張學良被迁移到湖南郴州苏仙岭。3月，迁移湘西沅陵凤凰山。1939年11月下旬，日军进犯湖南，張學良又被迁至贵州修文县阳明洞。
1949年蔣撤退台灣之際，楊虎城全家被殺，張則是先押解到台灣。張不明白蔣為何把楊虎城滅門，他曾勸楊虎城在西安事變後出國，回國沒有好處。1月，蔣在南京宣布下野，當時于右任建議他放了張與楊虎城，蔣不耐煩的說，去找李宗仁，但李宗仁不知道兩人關在哪裡。蔣原本也想殺了張，而是宋美齡對蔣表示，「若你對張學良不利，我立刻離開台灣、公布這些事情。」張一開始並不知道這些事，是美國公使派人抄的這些對話給他看的。

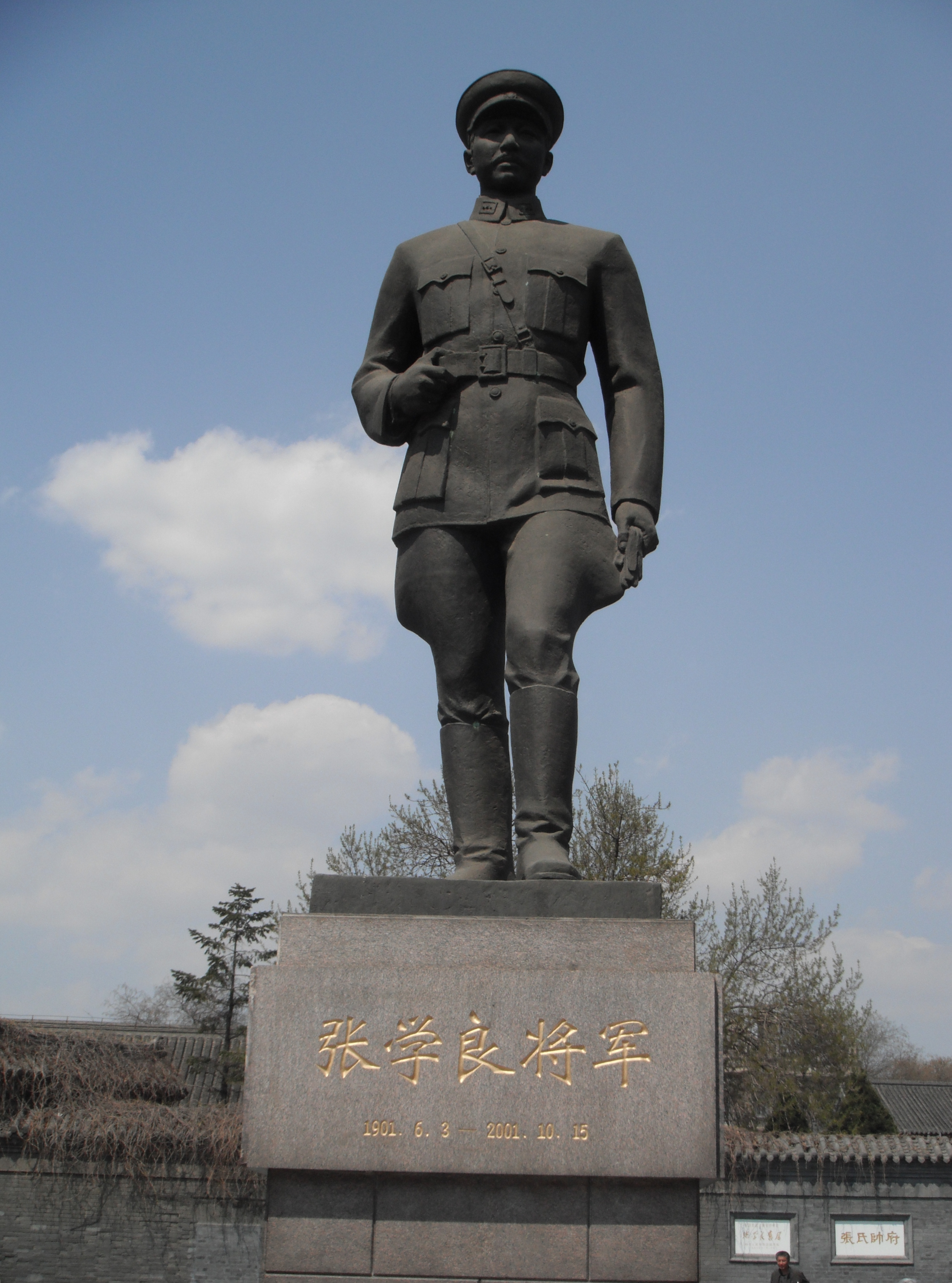
沈阳大帅府前的张学良塑像

### 臺灣的幽禁生活及言論
1946年國共兩黨召開政治協商會議上，中國共產黨曾提出釋放張，但未獲蔣同意。隨即逐步發生第二次國共內戰。10月，先迁移重庆戴笠公馆。10月底，張被帶離重慶。11月1日，張與趙一荻被送達臺北松山機場，在臺灣繼續軟禁，限制人身自由。隔日就轉移至新竹縣五峰鄉清泉村五峰鄉張學良故居:493。二二八事件時，竹東區公所被民眾攻佔。負責看管的軍統少將劉乙光命令如果到最後無法阻擋民眾劫人，即殺掉張與趙一荻。由於此時缺乏食物，張曾回憶當時是靠原住民給蕃薯才有飯吃。1947年3月8日，二二八事件後，保密局長鄭介民派遣劉戈青抵台，同保密局台灣負責人陳達元，協助長官公署工作，並確認張安危。1947年5月9日，國民政府委員莫德惠赴台灣，以私人資格探視張:8351。1949年，先搬至高雄壽山，隔年又重返清泉溫泉，直至1957年10月，張移至高雄西子灣。
張生前表示他最愛高雄故居，住在高雄最快樂。起初住在高雄壽山「高雄小白宮」（1949-1950）。1957年再次移到高雄西子灣（1957-1959，後為西子灣蔣介石行館，今國立中山大學西灣藝廊）。
1957年初，张奉蔣介石之命开始撰写回忆录，4月22日完成，命名为《杂忆随感漫录》。该文中，张指责中共“包藏祸心，别有所图”，赞扬蒋在西安事变中“刚正严厉”，自贬“行动鲁莽，思想幼稚，可耻而又可笑”。稿件上交时，张复函称本人对稿件并不满意，还请上峰修改指教。5月5日，蔣高度评价这本回忆录，并亲自对稿件做了修改，要张亲笔再抄一份。5月10日，张收到退回的修改稿件，按蔣要求开始抄写，稿件改名为《西安事变反省录》，内容并无重大变动。7月14日，张将《西安事变反省录》抄写完毕。
12月7日，张致函宋美齡，稱起居飲食，一切舒適，惟當前國勢艱難，同胞多處水深火熱，而张蒙此優厚待遇，實感不安，不知何以報國:75。蒋氏父子先后接见，使张心头升起希望。据看守张的人回忆，当时张“以为要放了，那兴奋的样子，真是手舞足蹈。”
1959年再被移居到臺北北投幽雅招待所（今少帥禪園）。7月25日，张与宋美龄长谈，宋美龄称：“你的问题，时间还要久啦。须要有忍耐。我人一切都是上帝的安排，愿多作祷告。”自此，张对自由不再抱幻想，也不再撰写回忆录。
1961年，開始解除「管束」（即軟禁），可以外出旅行、購物、上館子和會客，但皆需事先請示且受到監視:20-21。張選擇移居北投復興崗自建屋舍。
1964年7月1日，台北《希望》杂志刊登《张学良西安事变忏悔录摘要》。「西安事變懺悔錄」，底下署名張學良:313。内容为蒋经国定稿的《西安事变反省录》。张读到后立即给蔣中正写信，聲明“这东西不是我发表的”，“谁发表谁的责任”。蔣中正为此非常生气，结果《希望》杂志被查禁。
卜少夫稱：「西安事變發生時，張三十六歲。張在回憶錄提及：『我的事情就只到三十六歲，以後就沒有了。』回首一生，張自問做了最錯的事，就是在西安事變中，姑息了共產黨。往後數十年，隔岸目睹中華民族盡歷空前的苦難，張氏最是羞悔。」:159
1992年9月，92歲的张学良在台灣北投軟禁住所接受自傳紀錄片《世纪行过》專訪，2000年播出。

## 感情經歷

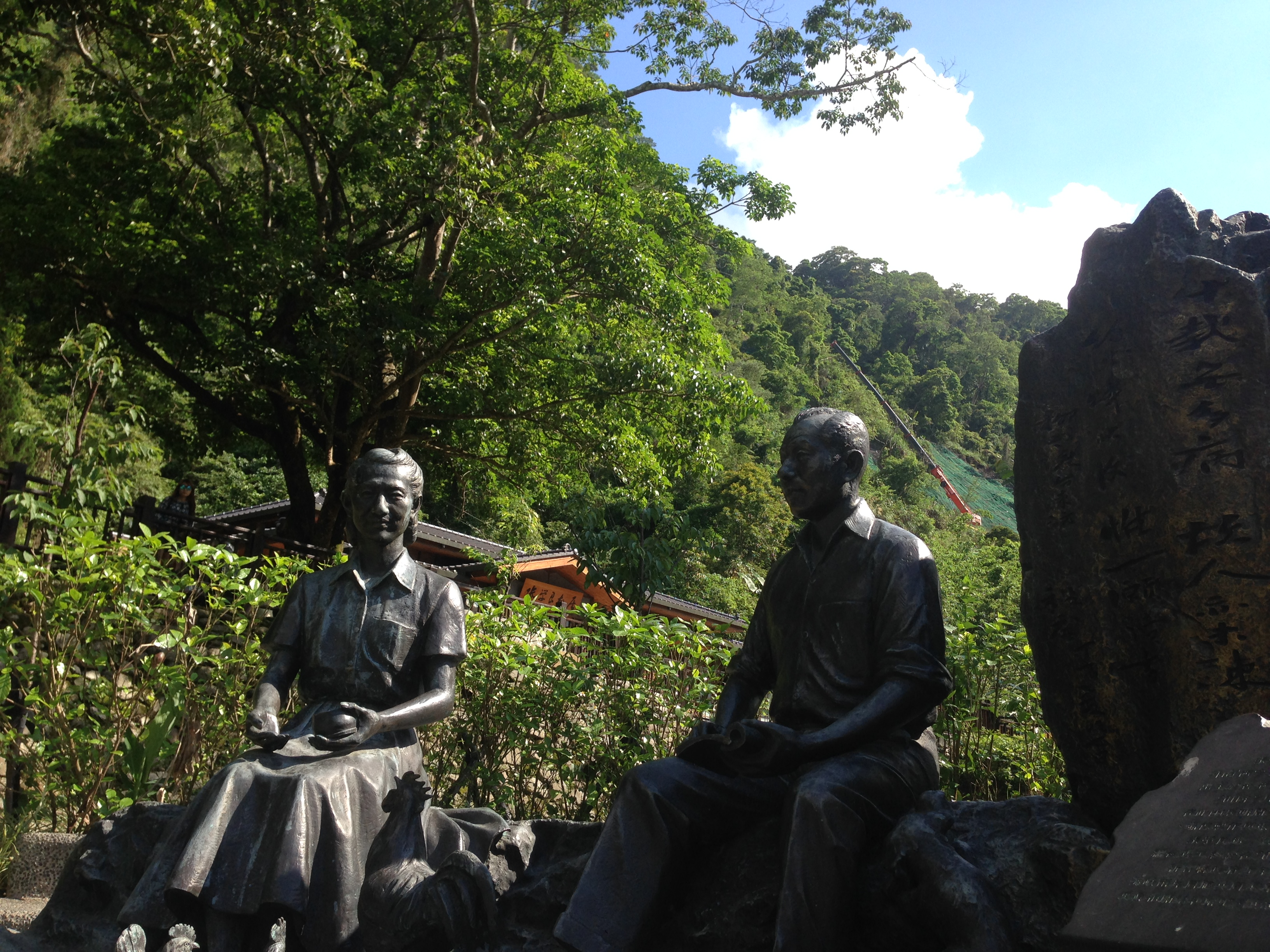
五峰鄉張學良故居的趙一荻與張學良銅像

1919年，張作霖命張和遼寧省梨樹縣商會會長于文斗女兒于鳳至結婚:10。張與原配夫人于鳳至，生三子一女。
1922年7月，谷瑞玉在二姐夫的家宴上與張相識。
1924年10月，張與谷瑞玉婚外同居。然而，張始終沒能將她帶回奉天大帥府。據說是由於種種原因于鳳至難以接受她。其後，張、谷之間產生了不少摩擦。
1927年夏天張與谷瑞玉分居。
1927年在北京飯店舞會上，與溥傑当时的妻子唐怡瑩相見了，此後雙方約會頻繁，成為張的情婦。
1928年在天津蔡公館舉辦的一次生日舞會上與趙一荻相識，不久之后趙一荻独自跑到东北与张同居。父親趙慶華曾任津、滬等鐵路局局長及交通次長等職。公开登报斥责女儿不知廉耻，与女儿断绝关系。趙慶華有6男4女。趙一荻是婢女所生的庶女，在四女中排行第四，故人們又稱她為趙四小姐。趙一荻跪求于凤至，说自己没有退路了，求于给她一条活路，承诺终生不要名分，于凤至心软同意。從此，趙一荻成为张的情妇，住在于凤至出资修建的小楼里，以祕書身分陪伴在張身邊。
1931年初，張便與谷瑞玉分手。張與谷瑞玉沒有子女。
1936年12月12日西安事变，张被囚禁后，于凤至陪伴其一同承受牢狱之灾。
1940年于凤至患乳腺癌，医院告知国内无法医治。且他们有一个儿子于伦敦轰炸中脑部受损，需亲人照顾。经张劝导、蒋同意，于3月去美，同时将子女接至美国照顾。赵一荻得以陪伴张左右。
張久被軟禁，很自然對宗教發生興趣，他最早篤信佛教，看了頗多佛經，還能背誦《金剛經》，並自覺對佛法頗有心得:20。甚至在新竹時，還與一些佛教法師一起討論佛法。早年在台灣山區，某次宋美齡來看他，發現他篤信佛法，就說要領導張走向真理，去相信基督教，宋先感化趙四小姐成為虔誠基督徒，漸漸張自己也就相信:20。1955年，慕道友張學良皈依基督教:493。
1961年秋，当张被解禁后，移居自行選擇新建一座小别墅，在臺北市北投區復興三路70號復興岡居所。1961年初，在蔣家同意下，才遷入自己出資蓋的兩層樓房，位於台北市復興三路70號，是他一生居住最久的地方。
1964年为断绝张远走美国这一退路，蒋借张入基督教，按教义一名男子不能同时与两名女子保持夫妻关系，逼迫张与于凤至离婚。赵一荻借机亦撕毁不要名分的誓言，遣人游说于凤至，撒谎称张主动要求与于凤至离婚并和自己结婚，于凤至为张安全考虑，同意在形式上和张离婚，但坚持“离婚”是被逼无奈，并非夫妻情断。
1964年7月4日，張在台北與趙一荻正式舉行婚禮:493。
1975年4月5日，蔣介石逝世:493。
1982年10月17日，蔣經國函電宋美齡：
| 「……近據匪報透露共匪又放出邀請張學良返回大陸參加其父張作霖墓園重修典禮之空言此類統戰邪惡匪必層出不窮諺云見怪不怪其怪自敗我亦唯有作如是觀耳晚秋寒意深至懇母親起居倍加珍護肅叩福安兒經國跪稟十月十七日」:318-319 |

10月20日，宋美齡函電蔣經國：
| 「……張漢卿在東北人心中尚有其影響力此之所以詭匪尚有利用者也若統戰熱化時漢卿默然無聲則又可大做其文章余數十年中為其排難開脫說項在靈心上引介其信仰上帝再憶漢卿曾對汝痛苦流涕悔其當初鑄成大錯諒需要其可為我億萬大陸受難同胞作一嚴正表示根據事實痛斥共匪偽譎害人之毒辣對其個人亦是有利其可對中國歷史有一交代且須在交代中預防匪方謂並非出諸自願等妄言故須斥文中事前杜絶之猶如余對廖函先予預防其反擊及可能濫言故對匪毒先打防疾劑也母」:320-321 |

10月22日，蔣經國函電宋美齡：
| 「……關於共匪企圖邀請張學良返回大陸參加張作霖墓園重修儀式之說係香港匪『文匯報』十月十日轉載匪英文『中國日報』試探性之消息目前匪尚無進一步之動作而張學良亦尚一無所知大人所示當依情況發展謀求對策專肅奉稟敬叩福安兒經國跪稟十月二十二日」:323-324 |

### 赴美
1990年6月1日，台灣各界人士為張重獲自由並於圓山飯店九十壽辰舉行隆重慶祝，在當時接受訪問，他說道，自己虛度了90年、對國家社會人民毫無建樹，慚愧萬分，哪有什麼壽可以做，他還引述《聖經》，暗示自己是罪人之魁:493。1991年3月10日，張攜夫人赴美国探访親友:493。6月初，返回台北:493，其後於12月接受香港無綫新聞專訪，表示想在適當時候回到位於東北的家鄉探親，並對兩岸分治表示痛心。1993年4月，受聘為东北大学名譽校長，5月受聘為哈尔滨工业大学名譽理事長。1993年12月15日，張夫婦定居夏威夷:493。2000年6月22日，趙一荻夫人逝世，享年八十八歲:493。

## 病故
2001年10月14日14时50分（台北时间10月15日8时50分），在美国夏威夷首府檀香山斯特劳布医院(Straub Medical Center)病故，終年100岁:493。10月19日，總統府明令褒揚，褒揚令全文為：

　　東北耆宿張學良，早預戎行，勇略聿昭，英雋秀發，蜚聲於時。民國十七年臨危授命，主政東北，懷民族大義，秉愛國志節，勇拒日人威逼利誘，毅然宣布易幟，擁護中央，促成統一，奠定訓政時期建設根基。旋於中原大戰期間，通電支持國民政府，調停各方，止息戰禍，厥功至偉。綜其生平，愛國情殷，慷慨貞固；淡泊恬靜，壽登期頤。遽聞殂謝，悼惜良深，應予明令褒揚，以示政府篤念耆賢之至意。
總統　陳水扁　　　

張死後與夫人趙一萩合葬於夏威夷檀香山市郡的神殿谷紀念公園墓地。

## 轶事
張作霖起初並不支持張學良就讀講武堂，因為軍人的危險性太高，張學良說：「父親最反對我當兵，他要我學別的甚麼東西，留不留洋也好。他說：『軍人是賭腦袋的，幾個活著回家？』我堅持，他也順了我，說：『你這麼倔，要便要罷，記得把腦袋懸在褲腰帶上，隨時準備送給人家。』」另一方面，張作霖怕張學良吃不了苦，曾對張學良說：「甚麼？你要上講武堂？你別給我丟人了！你去了幾天，幹不了再出來？你在講武堂要能畢業的話，回來我就給你當營長！」
張在東北時為了要自製汽車，曾購買一台瑞雪汽車，拆解後設法讓辽宁迫击炮厂製作，最後在1931年5月問世，汽車名稱為「民生號」。这是中国汽车业历史上，中国人制造的第一批汽车。
1929年初冬，為歡迎九世班禪再次來瀋陽，張學良令省政府妥善接待，租房66間，免費為招待班禪事務處安設了4部電話，同時，撥款5萬多元，於皇寺後樓籌設了招待處。班禪抵瀋陽後，張學良親自為其設家宴洗塵。九世班禪1930年離瀋陽前，曾致電張學良：「自去歲來瀋，備承優遇，東道隆情，銘感無似。」

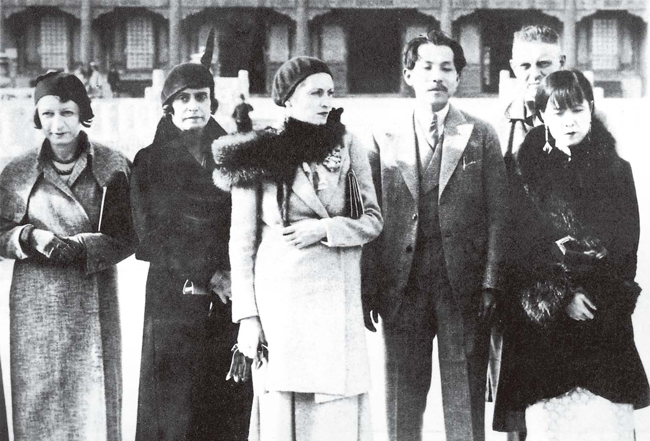
埃達·墨索里尼（張學良的右邊）、張學良和張的妻子于鳳至（張學良的左邊）

張學良和當時義大利王國首相貝尼托·墨索里尼的女兒埃達·墨索里尼有過一段感情。埃達和張學良結識於1931年初，之後日久生情。直到1932年埃達的丈夫齊亞諾作為意大利駐上海公使被他的岳父首相召回羅馬，雙方關係才告一段落。
1934年初，透過湖北省主席張群的居中連繫，請當時在漢口任豫鄂皖「剿匪」副總司令的張學良用飛機帶藏傳佛教的活佛諾那呼圖克圖到四川成都去見蔣委員長。因張學良尚有要事在身，不能立即將諾那呼圖克圖帶到四川去，因此禮請諾那呼圖克圖在張學良家中小住數日。在此間，張學良以出家人吃素問題與諾那呼圖克圖有過談話，並談到軍人戰爭的問題，初步認識到佛教中，菩薩「為救大多數人而殺惡人，並願承擔業報」的觀念。張學良深受其話語感動，日後並在其回憶錄中以及記者訪談中，多次提及此事。這也是張學良第二次接觸藏傳佛教的僧侶，諾那呼圖克圖與其談話使其對佛法更有認識。
張十分欽佩李登輝，認為他是個很好的基督徒，又是個很好的學者，無論甚麼事，李登輝都有很好的研究。
張对宋美龄滿怀感激之情。根据美国哥伦比亚大学近日公布张生前与蔣、宋美龄伉俪往来的信件显示，宋美齡自1936年“西安事变”后，数十年一直对张备极保护、关怀，屢次勸阻蔣對他下殺手。宋美齡與張往来信函反映兩人深厚情谊，张生前也说，他因为蒋夫人而保命。
張早年讀教會學校，曾受洗，但一直以佛教徒自居，並不相信基督教。張說，他少年時代就常出入基督教青年會，中學也在教會學校讀書，「早就受洗過了」，不過當時主要是在教會練習英文與打籃球，只是形式上的，根本沒信仰基督教。事實上張起初篤信佛教，在軟禁期間時常與佛教法師討論佛法、禪理。張因為宋美龄的傳教，在1964年再度受洗，改宗基督教，後為紀念改信基督，曾請美國畫家油畫一幅基督像，並在晚年將此畫贈與其副官。
張學良文學造詣不差，曾作對聯「兩字聽人呼不肖，半生誤我是聰明。」、「白髮催年老，虛名誤人深。」張學良也親題輓聯與楊宇霆之家屬：「讵同西蜀偏安，总为幼常挥痛泪；凄绝东山零雨，终怜管叔误流言。」
張學良為人幽默，喜歡打油詩，比如以前參加國民黨中常會，因年紀較小，被蔣介石叫到後排座位坐著。有人問張學良會不會不甘願，張學良稱：「年輕不是罪，年輕早些退，坐到後排位，好過聞屁味。」曾經嘲弄人：「一臉牛馬犬，兩眼勢利權，三字吹拍騙，四維禮義廉。」說人長相醜陋，性情貪婪，為人逢迎拍馬，根本無恥。（後被傳為北京大學學生諷刺羅家倫語）
張與夫人在臺北市北投區復興崗的故居，已改建為主題公園「少帥禪園」，供遊人體驗當年張氏夫婦的生活，及品嚐張氏生前最愛的美食。

## 吸毒和戒毒
1924年，第二次直奉战争爆发后，张學良开始吸食鸦片。1925年，張學良在恩師郭松龄倒戈反奉后，奉系情况危急，张壓力過大以毒銷愁，因此渐渐吸毒成瘾。1928年夏，张决心戒掉鸦片，听了杨宇霆建议，采用据说对戒除鸦片有特效的日本进口注射药「巴文耐鲁」，并让私人医生马扬武为其注射。但后来才知「巴文耐鲁」，含有少量海洛因，但张已因长期使用对吗啡针成瘾，张后来迁怒马医生不知药效，遂辞退马医生。1933年，后来张在上海身体愈加衰弱，宋子文、端纳劝张出国前再次戒毒。张跟福音派傳教士米勒耳醫師（Dr. H. W. Miller）早有情谊，他是孔祥熙朋友:253-254。米勒耳醫師给张打上抗生素:253。在其戒毒后，张寄付了10萬塊银元，帮助他的弘法事業:254。自此，张已完全根除毒瘾。

## 自述公开
张晚年曾接受过几次访问，澄清一些争论已久的历史问题。1993年，92歲的张在軟禁住所接受自傳紀錄片《世纪行过》專訪，由郭冠英採訪、周玉蔻製作，2000年播出。後來又與著名歷史學者唐德剛製作《張學良口述歷史》（台北：遠流出版，2009年3月1日）。「瀋陽事變」和「西安事变」，张生前沒有「第一手」交代:34。《张学良口述历史》最终未能写完，许多关键问题，最终没有得到亲口解密。
1990年，及1990-1993年哥伦比亚大学两次对张学良进行采访。1995年，这些采访材料被捐赠给了哥伦比亚大学。此外，张学良的儿子罗伯特·张将张学良和赵一荻的文件捐给图书馆，包括信件、手稿、笔记、文件、艺术品、书法、学习资料、照片、出版资料和新闻剪报，详细介绍了张和他的妻子从1930年代到2001年生活的各个阶段。这些文件于2002年在他100岁诞辰时向公众开放。哥伦比亚大学珍本与手稿图书馆还设有名为张学良和赵一荻阅览室。
根据张遗嘱，哥伦比亚大学在他死后公布张自述材料（参见维基语录張學良相关内容）。
1989年中，張向歷史教授王冀（王樹常子）說西安事變是因為蔣說要「用機關槍打學生」而起:42。关于张为何推辞解密历史，張在接受華視採訪時說：“我不願意寫歷史，我說假話？——有意思麽？那我寫什麽給後人？我寫自己好，臭表功？我寫別人不好，那更不能！還有好多我有忌諱，我不能把這些話都說出來。事實我知道太多了，我不能。我的長官、我的父親，還有我的朋友、我的敵人。比方説對馮玉祥，我對馮玉祥知道得最詳細，我不願意說這些事情，我不應該說這些。”“我不能罵我自己，罵我自己人家也不信，何必呢？我看人家寫好多回憶錄，我就笑一笑，那有什麽意思呢？歷史是別人來寫，不是我自己來寫。”“評論就讓別人去評論去，我不在意。你看我一生，我爭權奪利過嗎？我從來沒為我自己爭權奪利過，我能給國家，給人民貢獻，我盡我力量。我個人地位隨便怎樣，我就走開，就完了。”
近代史历史学家杨天石认为：张学良的所谓“忏悔”只是在特殊压力下的一种自我保护，通过“改头换面”，藉以“死裡求生”:460-461。

## 著作
- 《张学良文集》全两册，1992年新华出版社。收入1925-1937年的电文、文告、演讲、谈话、信函、文章、诗词、对联等。
- 《张学良三次口述历史》 2002年华文出版社
- 《张学良口述历史(访谈实录》全6卷+注释索引卷，2015年当代中国出版社

## 家庭
- 祖父：张有财 祖母：張王氏
- 外祖父：赵占元
  - 父：张作霖 母：赵春桂
    - 姊：张首芳
    - 张学良： 原配于凤至，後與谷瑞玉曾同居后分手，情妇赵一荻，1964年于凤至离婚并于赵一荻结婚
      - 長子：张闾珣（1918－1986）（母于鳳至）
      - 次子：张闾玗（1919－1981）[94]（母于鳳至）
        - 长孫：张居仁
        - 长孙女：张居禹
        - 次孙女：Terry Chang

      - 三子：张闾琪（1919－1929）（母于鳳至）
      - 長女：张闾瑛（1916－2016）（母于鳳至）丈夫陶鹏飞
      - 养子：萧朝智（于鳳至收养）
      - 养女：张桂兰（于鳳至收养）
      - 养女：胡文秀（谷瑞玉收养）
      - 四子：私生子张闾琳（1930－2024）（母趙一荻）配陈淑贞
        - 次孫：张居信
        - 三孫：张居仰

    - 二弟：张学铭（1908－1983）：曾任中華民國天津市長，內戰後先居天津，後到北京。中華人民共和國第三、四、五屆全國政治協商會議委員，中華人民共和國天津市政治協商會議常務委員。先後適姚夫人、朱啓鈐六女朱洛筠
    - 三弟：张学曾（1911－不詳）先後赴日本、英國留學，後又於美國聯合國機關工作。有二子一女於美國。
    - 四弟：张学思（1916—1970）：內戰後任共產黨海軍少將副參謀長，1970年6月29日病逝於北京。
    - 五弟：张学森（1920—1995）：九·一八事變後，離開瀋陽居天津，後又留學美國學習航空，以後在台灣工作。張學森女兒張閭蘅被張學森委派，長期在張學良身邊，照顧張學良。他與鄧小平、楊尚昆會見，1995年逝於北京。
      - 侄女：张闾蘅（1940—）
      - 侄女：张闾芝

    - 六弟：张学俊（1922—1973），肄業於北京輔仁大學，曾就職軍統，中華人民共和國成立前夕往台灣
    - 七弟：张学英（1924—1949），中華人民共和國成立前往台灣，後於香港去世。
    - 八弟：张学铨（1925—1996），國共內戰結束後留在天津生活，“文革”期間，受到周恩來之保護及張學思之死事件影響倖免遇非難，晚年因為張學良被共產黨政府視為愛國軍人的緣故，受到一定的良好待遇，1996年在天津去世
      - 侄女：张闾娥（姚氏生）
      - 侄子：张元冲、张鹏

## 評價
張學良晚年自評：「我們張家父子，若不是爲了愛國，會有這種下場嗎？」他對他自己發動「西安事變」是是非非自我批評，也是非不定，雖然他在口頭上硬到底，說什麼歷史如走回頭路的話，「西安事變」他還是要發動:3-4。因此多數中華民國人認為張學良為賣國賊。唐德剛說這是張親口向他，但張也認真地說，他如是蔣，他會把他自己槍斃:4。他自己部下如果犯上作亂，他自己早就槍斃他們:4。因此他被蔣關半個世紀，不但無怨無尤，蔣在他心目中，始終「親如骨肉」，是抗日救國統帥、民族大英雄:4。他在幽居台北時寫《懺悔錄》開場白也有「少年登科大不幸也，處事接物，但憑一己之小聰明和良心直覺」。
《纽约时报》在张的讣告《Zhang Xueliang, 100, Dies; Warlord and Hero of China》中称其改变了中国历史，並在經年累月後不情願的成為了民族英雄。海峡两岸没有太多共同政治理念的领导人，同时为张先生的死发去悼函，说明了张具有声望。

### 中国国民党的评价
汪精衛：「去岁（1931年）放弃沈阳，再失锦州，致三千万人民，数十万土地，陷於敌手……」
宋美齡於1980年10月2日函電蔣經國：「……密經國覽近日共匪連續報導對張漢卿頌揚備至，並謂漢卿在囹圄中已有四十四年。共匪對西安事變所以強聒不舍，不外圖利用此事為一懸案造成公論，為統戰之新穎口號及資料。否則，時有四十餘年何必再提，況漢卿在台生活恬澹自得，且經常研究聖經，復極有領悟。共匪今後所能運用者，乃不外當時軍事法庭審訊之判決，交軍事委員會委員長管教十年。漢卿當時受共產黨之誘惑所為，固屬荒唐。勝利後，大陸淪沉，其當時魯莽逆行影響殊大，毫無疑義。但被能及時幡然覺悟，且在千鈞一髮中説服疑忌百出之楊虎城使父親生還，再次領導應戰中國有史以來抗禦敵虜之成功，又令全國人民不由而然自動放爆竹慶祝脱險，且令許多半獨立省份之軍人驀覺父親乃唯一可領導抗戰之領袖。除共匪之八路軍、新四軍不聽命令外，各軍人大體上言均能除門户之分，團結以赴。此乃西安事變不幸中之最大收獲，固非張漢卿始能料及。但是，不期然而然所產生之奇跡，我政府以往對宣傳及闡明政策方針方面，向遜共匪，豈袛一籌。汝所諗知，故余意不必正駁斥袛須……彼參加公開會集多予露面，則對共匪之伎倆不攻自破。汝亦有同樣想法否？母十月二日」:114-116
西安事變時與蔣一道在西安被扣之部下張玉蓀稱：「自劫持起至護送返京止，這段時間內，應該說是完全在張學良暴力的控制之下的，他可以為所欲為，甚至凌虐他的俘獲物和人的。但是不管是委座（蔣）自己寫的，或是夫人（宋美齡）寫的，以至侍從人員傳述的，和我們自己所目睹的，張對於委座，執禮甚恭，始終不衰，見面必行軍禮，報告始終站立着，離去必敬禮而去。在臨潼驪山（捉蔣）下山時，吹崇敬的『三番號』，臨離開西安機場時，一定要隨機護送返回南京，以明責任，置其自身一切安危毀譽於不顧。頗有慷慨就義，承擔一切之俠義精神。」:61

### 中国共产党的评价
中华苏维埃共和国：「国民党军阀蒋介石、张学良等对于日本帝国主义的侵掠，是一贯的投降与出卖。他们出卖了东三省，出卖了热河、内蒙，现在又与“满洲国”直接通邮通车，承认“满洲国”，出卖了整个华北与福建省，他们帮助日本帝国主义镇压中国民众的反日运动，镇压抵制日货运动与反日义勇军的游击战争。他们在“无力抗日”的名义之下，集中了全国一百万以上的军队，耗费了十万万的银元，使用了一切他们所有的飞机、大炮，向着全中国唯一反日反帝的工农的苏维埃政府与工农红军，进行不断的“围剿”，一切这些，证明国民党军阀，是日本帝国主义最忠实的走狗。国民党军阀，是中国有史以来最大的汉奸、卖国贼！」——出自《中华苏维埃共和国中央政府、中国工农红军革命军事委员会为中国工农红军北上抗日宣言》
毛泽东：「令中共抱憾的民族功臣。」
周恩来：「张、杨两将军『是有大功于抗战事业的』。」1956年，周总理在纪念「西安事变」二十周年的講演中说：「不论张学良将军死活，我们中国共产党评张学良将军为千古功臣。」
江泽民：「张学良先生是伟大的爱国者。65年前，在民族危亡的紧急关头，张学良将军和杨虎城将军以爱国的赤诚之心，秉持抗日救亡的民族大义，毅然发动西安事变，联共抗日，为结束10年内战、促成第二次国共合作、实行全民族抗战作出了历史性的贡献，堪称中华民族的『千古功臣』。」
吕正操：「张学良无愧于『千古功臣』称号。」
2009年被中共中央宣传部评为“100位为新中国成立作出突出贡献的英雄模范人物”。

### 历史学者的评价
中國國民黨黨史館主任邵銘煌在2006年12月12日作出回應：「張學良與楊虎城當年身為國民黨將領，不僅沒有積極剿共，還以非常手段挾持統帥，這種行為幾乎等於是『軍事政變』，即使在今天的中國，也應該受到制裁，不可能被容忍，更沒有所謂『平反』的問題。」
唐德剛：「把个花花公子和政治家、军事家分开来做，则民国史上实是车载斗量，没啥稀奇；可是把这三种不同的行业，拼在一起，搞得三位一体，如鱼得水，则学良之外，也就真的别无分店了。」:393張最難能可貴，是在情場、戰場外，也有“其政治家的节操与风范，和青年爱国者的热血”:395。“他在二十来岁的青年期所具有的现代化的政治观念，已非老帅所能及……竟能在日俄两大帝国主义环伺之中、守旧派元老将领压力之下，义无反顾，归顺南京，幡然‘易帜’。须知学良于一九二八年底的易帜，与中国内战史上的‘势穷来归’或‘变节起义’是截然不同的……‘奉张’又何尝不可‘挟寇自重’呢？……但是学良不此之图，偏要易帜归顺，促成国家统一，最后招致日俄二寇，南北夹攻，终使他独力难以为继。”:395“或问学良当年何以见不及此？答曰无他，一股青年热血沸腾而已。……学良当年既拒日又抗俄的幹法，实在是一位少年气盛、忠肝义胆的民族英雄之所为，与当时那些私心自用，假抗敌之名，行投机之实的军阀、官僚、文人，实无法相比。”:396唐德刚的评价得到张本人肯定。历史学家杨天石也称赞唐德刚：“写张学良写的是‘全人’，更接近真实。”
中华人民共和国历史学家劉大年：评价张汉卿先生有三个基本原则：第一，我们是把中华民族的利益得失放在第一位，还是把国民党、共产党的利益得失放在第一位？第二，推动蔣介石参加抗日战争，是抬高了他在历史上的地位，还是贬低了他在历史上的地位？第三，“西安兵谏”，是只有张、杨能够起这种作用，或者还有别人能起这种作用？“西安兵谏”是个人或少数人的行为，还是代表了全民族的意愿？根据以上三条原则去衡量，我们讲历史的人，只要不是负鼓盲翁，就很容易对张学良的是非功过做出判断。学术讨论可以各说各的，但像张汉卿这样的人物，千秋青史自有定评。人无完人，金无足赤，要从民族大义去考虑问题，一切以民族大义为重。”
柏楊：「将来无论是统是独，张学良都不是英雄。」
松本一男：「在西安事变裏，获益最多者是中国共产党，蒋介石失去了身为国家元首的面子，张学良种下了被监禁半个世纪以上的禍端，杨虎城也招致了被惨杀的命运，但是对于中国共产党来说，拜西安事变之赐，红军得以新生、发展而取得天下。」

### 学者、文人的评价
胡適：「张学良的体力与精神，知识与训练，都不是能够担当这种重大而又危急的局面的。」「張學良發動西安事變是名為抗敵，實則自壞長城，是國家民族之罪人。」
历史学家李敖：张学良是民族英雄。张学良最伟大的是他本可以做东北王，但是张学良热爱祖国，东北有独立的本钱却没有独立，比台湾大36倍的地方不肯独立。他的爸爸为此而死，他自己为了中国的主权独立尊严，被蔣介石从38岁关到83岁。李敖考证九一八事变关于张学良不抵抗的问题时，得出并非张学良本意，而是蒋介石的命令；李敖指出，918怪张学良不抵抗的人，请看当时《国闻周报》10卷37期吧：「不抵抗主义，不创自张学良，而创自蒋主席。」「国府文告中，对日避免冲突之指示，即是国府对于张学良不抵抗之承认。」蒋介石御用史家梁敬錞《九一八事变史述》结论：「不抵抗之责任，要非学良一人所能独负。」李敖對此亦稱大家多读点书。
小说家卜寧：張學良就是一個花花公子，紈絝子弟。小時候不學無術，吃喝嫖賭。長大後，眼見父親被日本人炸死，東三省被日本人侵占，置國仇家恨於不顧，率領兵強馬壯的東北軍狼狽逃入關內，把東北的土地拱手讓與日本關東軍。彼時東北軍幾十萬將士之實力完全可以與關東軍幾萬人奮死一戰也。張學良在東北背叛北洋政府投靠蔣中正之國民政府，入關後又背叛國民政府，投靠正猥瑣髮育的共產黨，緻使馬列統治中國，給中華民族帶來一繫列災難，晚年後又背棄中華民族。此君完全是一個沒有文化，沒有膽識，沒有主見，出爾反爾，背信棄義之小人也，比吳三桂有過而無不及也。

## 荣誉

### 中华民国勋章奖章与称号
- 北洋政府
  - 五等宝光嘉禾勋章（1920年）
  - 二等文虎勋章（1922年）
  - 良威将军（1926年）
  - 三等宝光嘉禾勋章（1927年）

- 国民政府
  - 青天白日勋章（1930年授予）
  - 一等云麾勋章（1936年授予）

### 外国勋章奖章
日本
- 二等瑞宝勋章（1921年）
- 旭日大勋章（1931年）

法国
- 三等指挥官荣誉军团勋章（1933年）

意大利
- 皇冠大十字勋章（1933年）

## 影視形象
| 年份   | 劇名                                 | 飾演演員 |
| 电影   |                                      |          |
| 1981年 | 《西安事变》，中國大陸电影           | 金安歌   |
| 1994年 | 《醉拳2》，香港電影                  | 劉德華   |
| 1997年 | 《宋家皇朝》，香港電影               | 刘劲     |
| 2017年 | 《建軍大業》，中國大陸电影           | 韓庚     |
| 電視劇 |                                      |          |
| 1984年 | 《少帅传奇》，中國大陸電視劇         | 寇振海   |
| 1987年 | 《少帥春秋》，中國大陸電視劇         | 寇振海   |
| 1989年 | 《赵四小姐与张学良》，中國大陸電視劇 | 陈剑飞   |
| 1994年 | 《张学良与郭松龄》，中國大陸電視劇   | 寇振海   |
| 1999年 | 《张学良将军》，中國大陸電視劇       | 尤勇     |
| 2002年 | 《张学良》，中國大陸電視劇           | 刘劲     |
| 2007年 | 《西安事变》，中國大陸電視劇         | 胡军     |
| 2013年 | 《毛泽东》，中國大陸電視劇           | 于濱     |
| 2015年 | 《少帥》，中國大陸電視劇             | 文章     |

## 研究書目
- 傅虹霖 著，王海晨 等 譯：《張學良與西安事變》（台北：時報文化出版企業有限公司，1989）。
- 西村成雄 著，史桂芳 等 譯：《張學良》（北京：中國社會科學出版社，1999）。
- 劉心皇 輯註，王鐵漢 校訂：《張學良進關秘錄》，台北：傳記文學出版社，1990
- 司馬桑敦 著：《張學良評傳》， 台北: 傳記文學出版社，1989年7月1日出版。
- 《東北年鑑》，瀋陽，1931年
- 郭大鳴 著：「先兄郭松齡將軍傳」，《傳記文學》第十六卷第二期，台北：傳記文學出版社。
- 托托（託啟明）著：《張氏父子與蘇俄之謎》，呼和浩特：遠方出版社，2008年1月1日，ISBN 978-7-80723-294-0
- 張學良 口述，唐德剛 著：《張學良口述歷史》，台北：遠流出版，2009年3月1日初版。
- 土田哲夫：〈张学良与不抵抗政策 （页面存档备份，存于）〉。